# Tracadie (Nouveau-Brunswick)
Pour les articles homonymes, voir Tracadie (homonymie).
Ne doit pas être confondu avec Grand Tracadie.
Tracadie est une municipalité régionale, la première du genre dans la province, qui a été formée au Nouveau-Brunswick (Canada) le 1er juillet 2014. Cette constitution fait suite à un plébiscite tenu le 2 décembre 2013, dont le résultat est confirmé par un second dépouillement le 6 décembre suivant. La nouvelle municipalité comprend la ville de Tracadie-Sheila, 18 districts de services locaux (DSL) et des parties de deux autres. La population s’élève à 15 843 habitants.

## Toponymie
Le nom Tracadie dérive du micmac Telagadik (« lieu de campement »). Les Micmacs utilisaient en effet le site de l'actuelle Tracadie lors de leurs expéditions de chasse et de pêche. Le nom subit différentes changements au fil du temps : Tregate (1604), Tregatay (1632), Tracadille (1794), Tracady (1845) et finalement Tracadie en 1851.
Sheila s'appelait à l'origine Fosters. À la fin du XIXe siècle, M. Foster, gérant d'une scierie, intervint auprès du ministère des Postes pour faire changer le nom de la ville en Sheila, en l'honneur de son épouse. Le nom Bellefeuille, en l'honneur du missionnaire François de Bellefeuille, a été proposé sans succès en 1946.
Plusieurs anciens établissements font désormais partie de Tracadie-Sheila, tel que Brideau (Brideau Settlement),.

## Géographie

### Géographie physique

#### Situation
Tracadie-Sheila est situé à environ 75 kilomètres de route à l'est et de Bathurst et à 80 kilomètres au nord-est de Miramichi, dans la région de Péninsule acadienne. La ville a une superficie de 24,62 km2.
La ville est située dans de basses terres séparées du golfe du Saint-Laurent par une dune puis par la baie de Tracadie. Les principaux cours d'eau sont la rivière du Petit-Tracadie, au centre, et la Grande Rivière Tracadie, qui forme la frontière sud.
Tracadie-Sheila est limitrophe de Pointe-à-Bouleau au sud-est, de Haut-Sheila, Benoit et Saumarez au sud-ouest, de Canton-des-Basques, Rivière-à-la-Truite et Gauvreau–Petit-Tracadie à l'ouest et de Pont-Landry au nord. Au sud, au-delà de la Grande Rivière Tracadie, se trouvent Rivière-du-Portage–Tracadie Beach et Val-Comeau.
Tracadie-Sheila est généralement considérée comme faisant partie de l'Acadie.

#### Hydrographie
La configuration du relief de la région crée deux bassins hydrographiques: la  rivière du Petit-Tracadie et la Grande-Tracadie. La rivière du Petit-Tracadie coule au nord et la Grande-Tracadie au sud. La Grande-Tracadie se déverse dans le golfe du Saint-Laurent par le goulet Grande-Tracadie tandis que la rivière du Petit-Tracadie passe par la baie de Tracadie avant de se déverser dans le golfe par le goulet Tracadie.
De nombreux autres cours d'eau parcourent la ville. Les ruisseaux Sureau Blanc et Israël ainsi que la rivière à Comeau se déversent dans la Grande-Tracadie. Les ruisseaux McLaughlin, Arthur Losier et des Vital se déversent quant à eux dans la baie de Tracadie. Finalement, le ruisseau Odillon se déverse dans la rivière du Petit-Tracadie.
On retrouve plusieurs tourbières dans la ville, principalement au nord et entre le centre-ville et Sheila. Une usine importante de tourbe dans la Péninsule acadienne qui est principalement établie à Shippagan est très active à Losier Settleman près de Tracadie.

#### Faune et flore
Tracadie-Sheila faisant partie de la zone climatique Atlantique, la ville est entourée de la forêt mixte, c'est-à-dire un mélange de feuillus et de conifères.
La forêt regorge d'espèces animales habitant la forêt mixte, notamment l'orignal, le castor et l'ours noir. La chasse est d'ailleurs une activité pratiquée par beaucoup de citoyens de la région pour qui la proximité de la forêt est un avantage certain.

### Géographie humaine

#### Transport

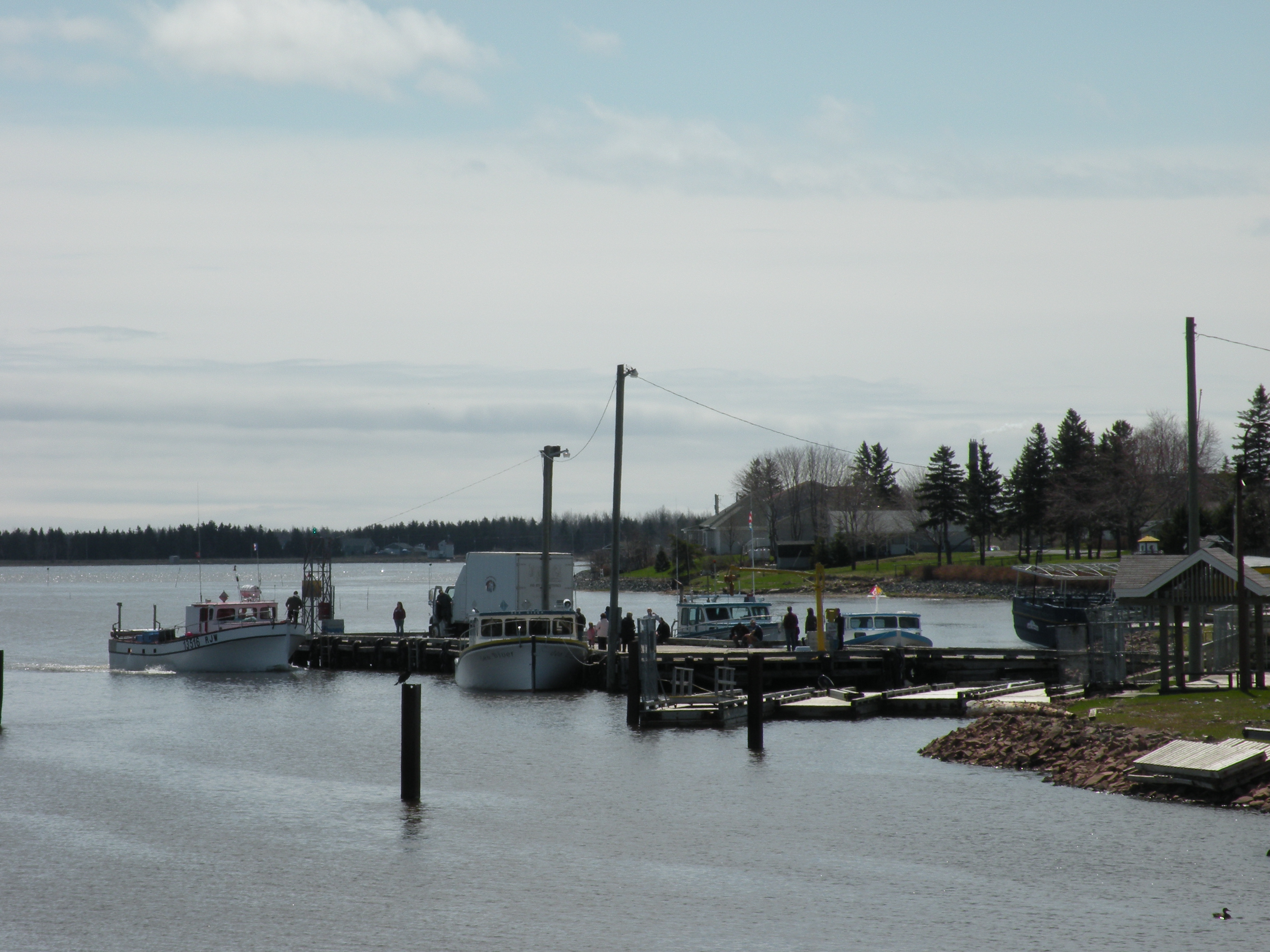
La marina de Tracadie.

Flexi Mobilité rurale dispose d'une flotte d'autobus, offrant depuis 2015 un service gratuit (pour une période limitée) du lundi au vendredi. Dès le 3 février 2025, il comptera trois trajets, reliant Tracadie, Shippagan et Caraquet via Pokemouche. Des services de taxi desservent aussi la ville. Flexi Déplacement Péninsule offre un service sur demande à travers la province. Il y a de plus un service de taxi longue distance, le Taxi Cormier, qui relie la région à Montréal. 
La gare routière, la gare ferroviaire et l'aéroport régional de Bathurst sont situés à environ 75 km à l'ouest.
La route 11 contourne la ville. Celle-ci est accessible par plusieurs bretelles.
Tracadie est ville portuaire, et il y a un quai de chaque côté de la rivière du Petit-Tracadie.

### Quartiers

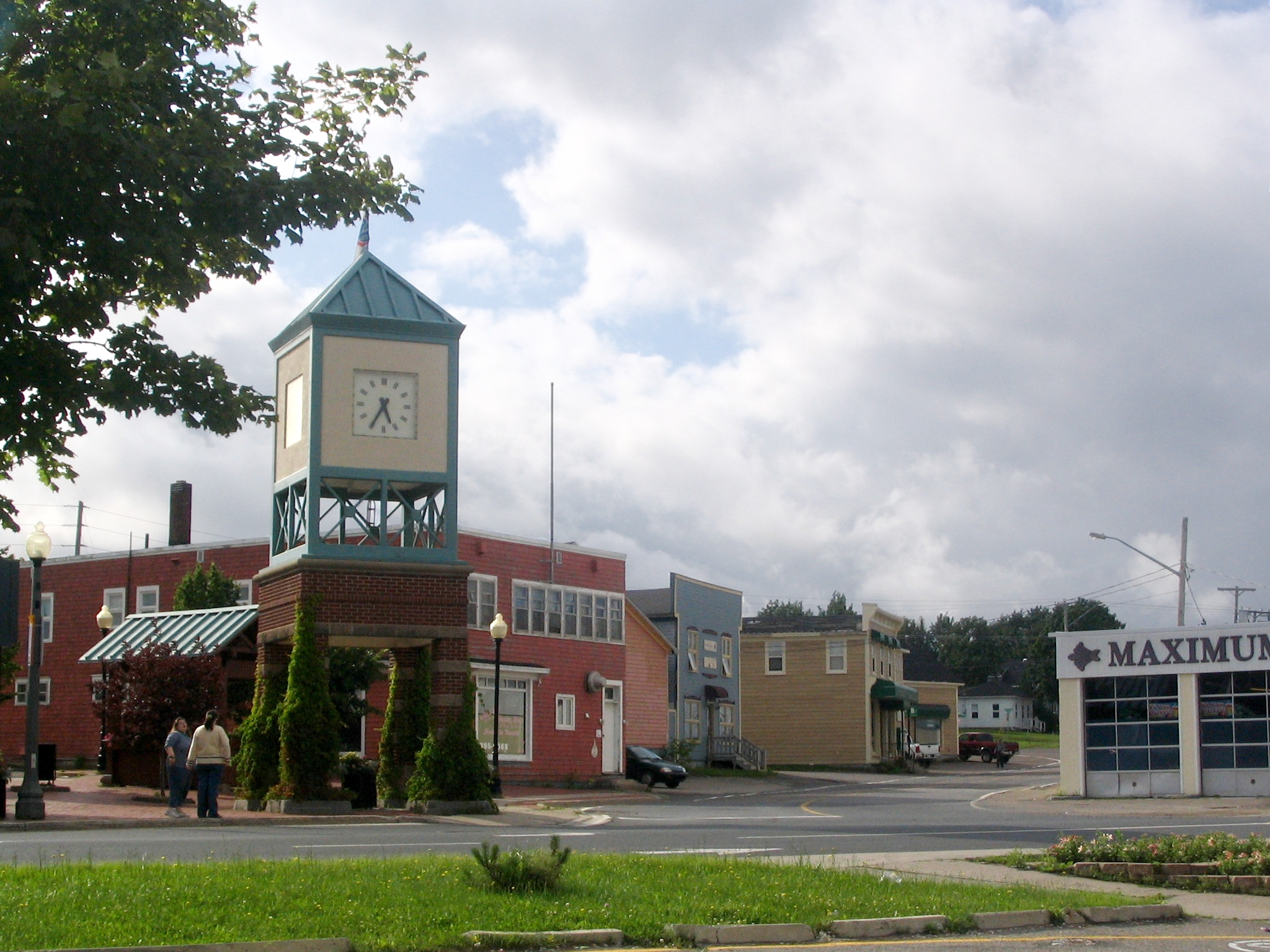
Le centre-ville de Tracadie.

La ville comporte deux principaux quartiers. Au centre du territoire, sur la rive droite de la rivière du Petit-Tracadie se trouve Tracadie. C'est le chef-lieu de la ville. On y retrouve la plupart des commerces et résidences. L'autre rive est beaucoup plus rurale. Il y a un quartier un peu plus dense près du pont. Il y a quelques hameaux au sud et à l'est de ce territoire, composés surtout de chalets. À l'ouest se trouvent quelques commerces et résidences, ainsi qu'un parc industriel.
Le deuxième plus important quartier est l'ancien village de Sheila, sur la rive gauche de la Grande Rivière. La différence entre Tracadie et Sheila est plutôt nette, surtout depuis la construction de l'autoroute.

## Histoire

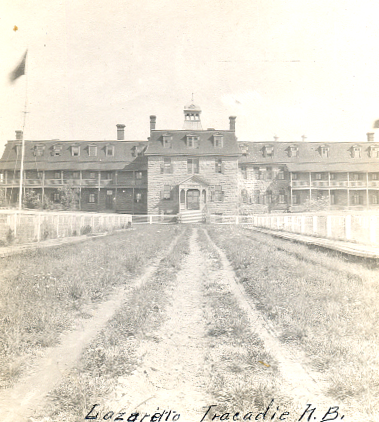
Le lazaret, après 1896.

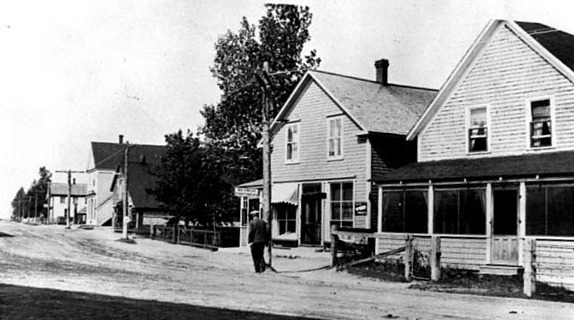
La rue Principale vers 1920.

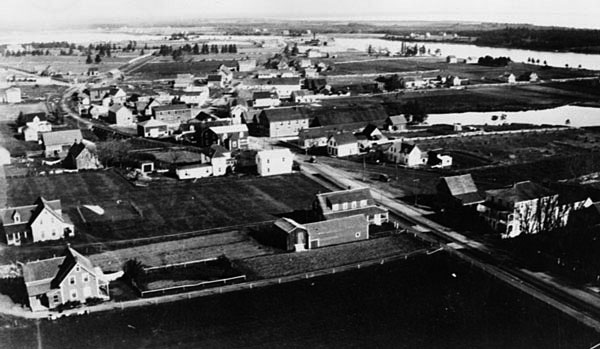
La ville vers 1930.

Royaume de France (1693-1763)

 Royaume de Grande-Bretagne (1763-1801)

 Royaume-Uni de Grande-Bretagne et d'Irlande (1801-1867)

### Origines
Tracadie-Sheila est situé dans le territoire historique des Micmacs, plus précisément dans le district de Sigenigteoag, qui comprend l'actuelle côte Est du Nouveau-Brunswick, jusqu'à la baie de Fundy. Le site est un lieu de campement depuis au moins l'an mil.
Le 17 août 1693, le Conseil souverain donne la concession de Pokemouche à Philippe Hesnault, de Nipisiguit, lui ajoutant trois lieues de largeur dans la vallée, un territoire qui inclut une partie du site de Tracadie-Sheila. Michel Degrez, qui possédait auparavant la seigneurie, devait 200 livres à Hesnault, ce qui explique probablement cette décision. Hesnault ne s'établit pas sur les lieux et d'autres marchands en profitent pour chasser sur ses terres. Il porte plainte au Conseil et obtient gain de cause le 30 août 1705 contre le directeur général de la Compagnie de Mont-Louis, Jean de Clarmont. On ne sait pas avec précision ce qui est arrivé au fief de Pokemouche après la mort d'Hesnault.

### Fondation
Les chasseurs Julien et René Robert dit Lebreton s'installent à Tracadie en 1784. Michel Bastarache et son gendre Joseph Saulnier, des Acadiens originaires de Memramcook, s'installent à Tracadie en 1785; ils s'établissent dans le secteur de l'actuelle rue Saulnier, au sud du centre-ville. Ces derniers sont considérés comme les fondateurs de la ville. Les Écossais William et Thomas Ferguson, des soldats loyalistes démobilisés, ainsi que l'Irlandais Charles McLaughlin, s'établissent à Tracadie en 1786.
En 1825, Tracadie-Sheila est touché par les Grands feux de la Miramichi, qui dévastent entre 10 000 km2 et 20 000 km2 dans le centre et le nord-est de la province et tuent en tout plus de 280 personnes,.
La situation de Tracadie influence dès le départ son économie. L'agriculture ne se développe pas beaucoup puisque la terre est peu fertile et que la population préfère travailler dans les industries de la pêche ou de la forêt. La pêche, plus lucrative, ne connaît toutefois pas le même développement que dans d'autres localités. La faible profondeur de la baie de Tracadie empêche d'ailleurs la construction d'un port important. La compagnie Robin exploite un poste de pêche à la morue jusque vers les années 1850, où la ressource s'épuise. William Ferguson, vers 1805, et Robert Young, vers 1850, ouvrent quant à eux des postes de pêche au hareng, plus lucratifs. Les entreprises WS Loggie's jouent elles aussi un rôle très important en vendant et louant le matériel ainsi qu'en achetant, transformant et revendant le poisson. L'industrie du bois est très lucrative au XIXe siècle, le pin blanc d'Amérique étant recherché par la Royal Navy, mais là aussi le faible niveau d'eau force des entreprises comme Rankin et Cunard à transporter le bois par radeau.
Une première chapelle en bois est construite en 1825. François-Xavier Lafrance fonde la première école vers 1842. Le curé Lafrance fonde également le lazaret de Tracadie en 1849, en remplacement de celui de l'île Sheldrake. Les Religieuses hospitalières de Saint-Joseph fondent une école en 1873. Les travaux de la première église en pierre commencent en 1874 mais ne sont terminés qu'en 1895. Une église protestante ouvre ses portes la même année; elle n'existe plus de nos jours.

### De l'arrivée du chemin de fer à la constitution
L'arrivée du chemin de fer Caraquet & Gulf Shore, dans les années 1880, représente un nouveau débouché pour l'économie locale, dont profitent notamment le moulin Snowball de Tracadie et le moulin Foster de Sheila. La Tracadie Telephone Company limited est fondée en 1899.
L'Académie Sainte-Famille est inaugurée par les Religieuses hospitalières de Saint-Joseph en 1912. L'église passe au feu en 1925. La construction d'une nouvelle église commence l'année suivante tandis que la salle paroissiale sert de lieu de culte temporaire. La deuxième église, construite avec les pierres de la première, est inaugurée en 1928. La ville est branchée au réseau électrique via Chatham en 1937. La Caisse populaire de Tracadie est fondée en 1938. Le champ de tir de Tracadie est ouvert à l'ouest de la ville en 1939.
La Caisse populaire de Sheila est fondée en 1960. Le lazaret de Tracadie ferme ses portes en 1965.

### De la constitution à nos jours
Tracadie est constitué en ville en 1966. La Polyvalente W.-Arthur-Losier est inaugurée en 1969. Sheila est constitué en district de services locaux en 1970. L'école La Source ouvre ses portes la même année. L'Accueil Sainte-Famille, l'héritier de l'Académie Sainte-Famille, ferme ses portes en 1973. L'école La Ruche est inaugurée en 1977. Sheila est constitué en village en 1978. Les travaux de l'école Le Tremplin sont terminés en 1992. La Caisse populaire de Tracadie fusionne avec celle de Sainte-Rose en 1998. Tracadie accueille la IIIe finale des Jeux de l'Acadie en 1981 puis la XXVIIIe finale en 1997. Le champ de tir est fermé en 1994 et transféré au gouvernement provincial en 1997. Tracadie-Sheila est l'une des localités organisatrices du IVe Congrès mondial acadien, en 2009. Après plus d'une décennie de diminution de la population, le recensement de 2011 dévoile une augmentation de 10,1 % depuis 2006, une situation que le maire explique par la croissance économique de la ville. La ville est dissoute le 1er juillet 2014 et divisée en deux quartiers de la nouvelle municipalité régionale du Grand Tracadie-Sheila. Lors de la réforme municipale du 1er janvier 2023, la municipalité conserve ses limites.

## Chronologie municipale
1814 : La paroisse de Saumarez est formée à partir d'une portion de la paroisse d'Alnwick et de terres non constitués, dans le comté de Northumberland.
1826 : Le comté de Gloucester est formé à partir des paroisses d'Alnwick et de Beresford.
1831 : La paroisse de Caraquet et la paroisse de New Bandon sont formées à partir de la paroisse de Saumarez.
1867 : Confédération canadienne.
1876 : Le comté de Gloucester est constitué en municipalité.
1881 : La paroisse de Saint-Isidore est formée à partir de portions des paroisses de Saumarez et d'Inkerman.
1966 : La municipalité du comté de Gloucester est dissoute. La paroisse de Saumarez devient un district de services locaux. Le DSL de Sheila et la ville de Tracadie sont constitués dans la paroisse.
1978 : Le DSL de Sheila est constitué en village.
1992 : La ville de Tracadie, le village de Sheila et une portion de Pont-Landry sont fusionnés pour former la ville de Tracadie-Sheila.
2013 : La ville de Tracadie-Sheila et 18 districts de services locaux votent en faveur d'un regroupement qui créera une ville de plus de 16 000 habitants.
2014: La ville est fusionnée à la municipalité régionale du Grand Tracadie-Sheila.

## Démographie
La ville comptait 3 184 habitants en 2016, soit une augmentation de ,2 % en cinq ans. Il y a en tout 1835 ménages dont 1285 familles. Les ménages comptent en moyenne 2,3 personnes tandis que les familles comptent en moyenne 2,8 personnes. Les ménages sont composés de couples avec enfants dans 23,2 % des cas, de couples sans enfants dans 27,2 % des cas et de personnes seules dans 27,8 % des cas alors que 21,8 % des ménages entrent dans la catégorie autres (familles monoparentales, colocataires, etc.). 55,6 % des familles comptent un couple marié, 19,8 % comptent un couple en union libre et 24,9 % sont monoparentales. Dans ces dernières, une femme est le parent dans 73,4 % des cas. L'âge médian est de 43,2 ans, comparativement à 41,5 ans pour la province. 84,7 % de la population est âgée de plus de 15 ans, comparativement à 83,8 % pour la province. Les femmes représentent 52,4 % de la population, comparativement à 51,3 % pour la province. Chez les plus de 15 ans, 39,8 % sont célibataires, 38,8 % sont mariés, 7,1 % sont séparés, 6,3 % sont divorcés et 8,0 % sont veufs. De plus, 13,5 % vivent en union libre.
| 1976  | 1981  | 1986  |
| ----- | ----- | ----- |
| 1 142 | 1 172 | 1 265 |

| 1976  | 1981  | 1986  |
| ----- | ----- | ----- |
| 2 591 | 2 452 | 2 444 |

| 1991  | 1996  | 2001  | 2006  | 2011  |
| ----- | ----- | ----- | ----- | ----- |
| 3 383 | 3 773 | 3 724 | 3 474 | 3 135 |

| 2016  | - | - | - | - |
| ----- | - | - | - | - |
| 3 184 | - | - | - | - |

| Évolution démographique depuis 1976                                                                                   | Légende                               |
| --- | ------------------------------------- |
| | - Sheila - Tracadie - Tracadie-Sheila |
| Note: Avant 1991, le tableau n'inclut pas les secteurs de la paroisse de Saumarez compris de nos jours dans la ville. |                                       |

Les autochtones représentent 0,5 % de la population et 1,3 % des habitants font partie d'une minorité visible. Les immigrants représentent 1,4 % de la population et 0,0 % des habitants sont des résidents permanents. 0,3 % des habitants ne sont pas citoyens canadiens et 97,4 % des habitants âgés de plus de 15 ans sont issus de familles établies au Canada depuis trois générations ou plus. En date du 16 mai 2006, 90,4 % des gens avaient la même adresse depuis au moins un an alors que 4,9 % habitaient auparavant ailleurs dans la même ville, que 3,4 % habitaient ailleurs dans la province, que 1,5 % habitaient ailleurs au pays et que 0,0 % habitaient ailleurs dans le monde. À la même date, 69,9 % des gens avaient la même adresse depuis au moins cinq ans alors que 18,1 % habitaient auparavant ailleurs dans la même ville, que 8,0 % habitaient ailleurs dans la province, que 4,1 % habitaient ailleurs au pays et que 0,0 % habitaient ailleurs dans le monde.
La langue maternelle est le français chez 95,4 % des habitants, l'anglais chez 2,7 % et les deux langues chez 0,0 % alors que 1,6 % sont allophones. Les deux langues officielles sont comprises par 50,5 % de la population alors que 47,1 % des habitants sont unilingues francophones, que 2,4 % sont unilingues anglophones et que 0,0 % ne connaissent ni l'anglais ni le français. Le français est parlé à la maison par 95,7 % des gens, l'anglais par 2,8 %, les deux langues officielles par 0,3 %, le français et une langue non officielle par 0,0 %, l'anglais et une langue non officielle par 0,0 % et une langue non officielle seule par 1,0 %. Le français est utilisé au travail par 90,8 % des employés et l'anglais par 5,9 % alors que 3,3 % des employés utilisent les deux langues officielles, que 0,0 % utilisent le français et une langue non officielle, que 0,0 % utilisent l'anglais et une langue non officielle et que 0,0 % utilisent uniquement une langue non officielle.
Chez les plus de 15 ans, 34,2 % n'ont aucun certificat, diplôme ou grade, 15,8 % ont uniquement un diplôme d'études secondaires ou l'équivalent et 50,0 % détiennent aussi un certificat, un diplôme ou un grade post-secondaire; par comparaison, ces taux s'élèvent à 29,4 %, 26,0 % et 44,6 % au provincial. Parmi la même tranche d'âge, 14,7 % des gens possèdent un diplôme d'un programme d'un an au CCNB ou l'équivalent, 16,1 % détiennent un diplôme d'un programme de trois ans au CCNB ou l'équivalent, 4,0 % ont un diplôme ou un certificat universitaire inférieur au baccalauréat et 15,0 % ont un certificat, un diplôme ou un grade universitaire plus élevé. Parmi ces diplômés, 11,6 % sont formés en enseignement, 0,0 % en arts ou en communications, 2,8 % en sciences humaines, 4,4 % en sciences sociales ou en droit, 20,1 % en commerce, en gestion ou en administration, 1,4 % en sciences et technologies, 2,5 % en mathématiques ou en informatique, 25,3 % en architecture, en génie ou dans des domaines connexes, 1,9 % en agriculture, en ressources naturelles ou en conservation, 21,2 % en santé, parcs, récréation ou conditionnement physique, 8,2 % en services personnels, de protection ou de transport et 0,6 % dans d'autres domaines. Les diplômés post-secondaires ont terminé leurs études à l'extérieur du pays dans 1,4 % des cas.

## Économie

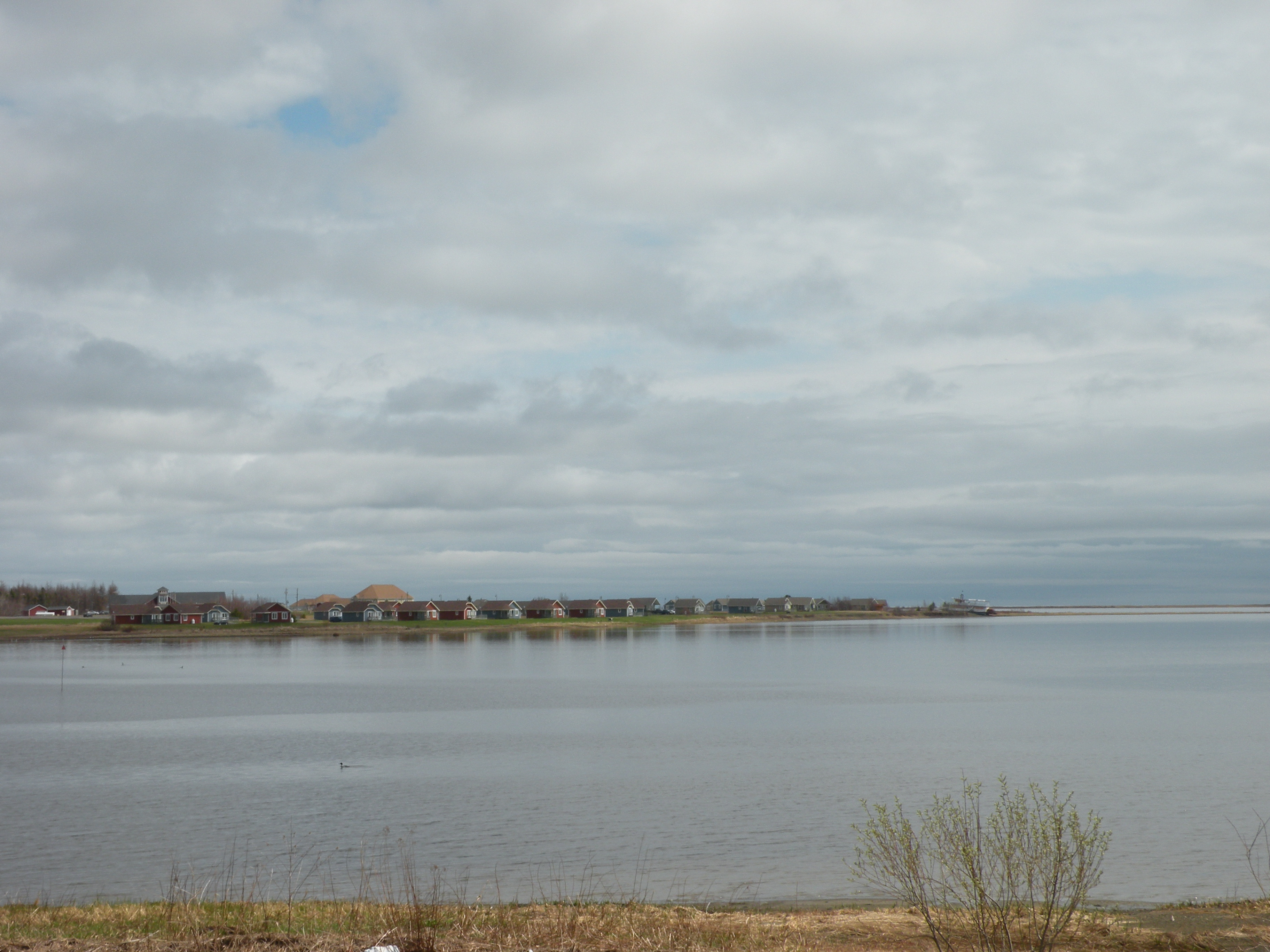
Le centre de villégiature.

(septembre 2024).

### Travail et revenu
Le recensement de 2006 de Statistique Canada fournit aussi des données sur l'économie. Chez les habitants âgés de plus de 15 ans, le taux d'activité était alors de 58,4 %, le taux d'emploi était de 49,6 % et le taux de chômage était de 15,3 % ; à titre de comparaison, ceux de la province étaient respectivement de 63,7 %, 57,3 % et 10,0 %.

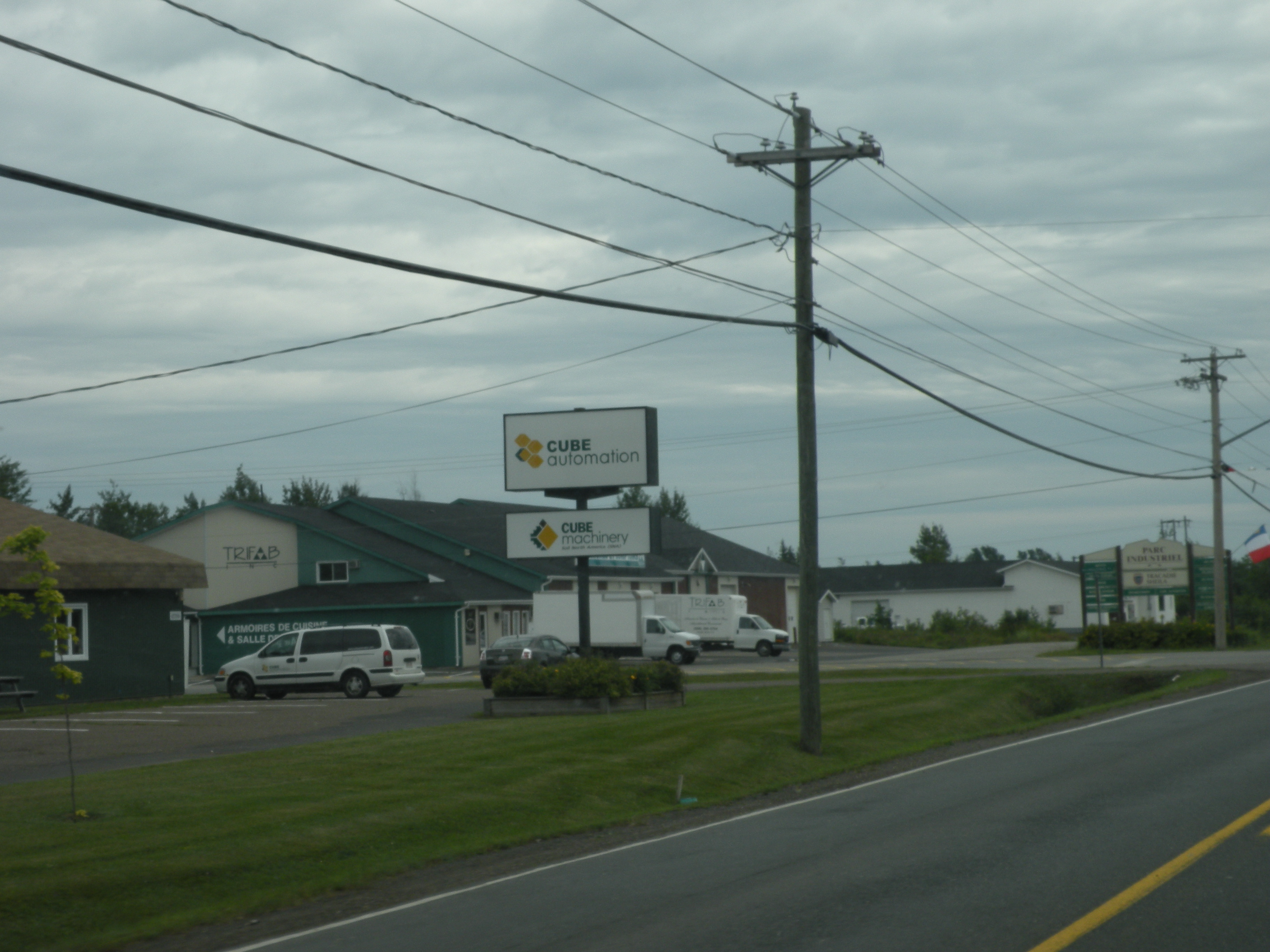
Le parc industriel.

Parmi la population en âge de travailler, 2 300 personnes ont déclaré des gains et 3 440 ont déclaré des revenus en 2005. 89,4 % avaient aussi déclaré des heures de travail non rémunérées. Le revenu médian s'élevait alors à 21 147 $ avant et à 19 359 $ après impôt, comparativement à la moyenne provinciale de 22 000 $ avant et 20 066 $ après impôt; les femmes gagnaient en moyenne 8 178 $ de moins que les hommes après impôt, soit 15 995 $. En moyenne, 68,4 % du revenu provenait de gains, 21,6 % de transferts gouvernementaux et 10,0 % d'autres sources. 11,0 % de toutes les personnes dans les ménages avaient un faible revenu après impôt, une proportion montant à 11,6 % pour les moins de 18 ans.
Parmi la population active occupée, moins de 0,1 % des gens travaillaient à domicile, aucun ne travaillait ailleurs dans le monde, 12,5 % étaient sans lieu de travail fixe et 83,1 % avaient un lieu de travail fixe. Parmi les travailleurs ayant un lieu de travail fixe, 64,5 % travaillaient en ville, 24,1 % travaillaient ailleurs dans le comté, 7,7 % travaillaient ailleurs dans la province et 3,3 % travaillaient dans une autre province.

### Principaux secteurs

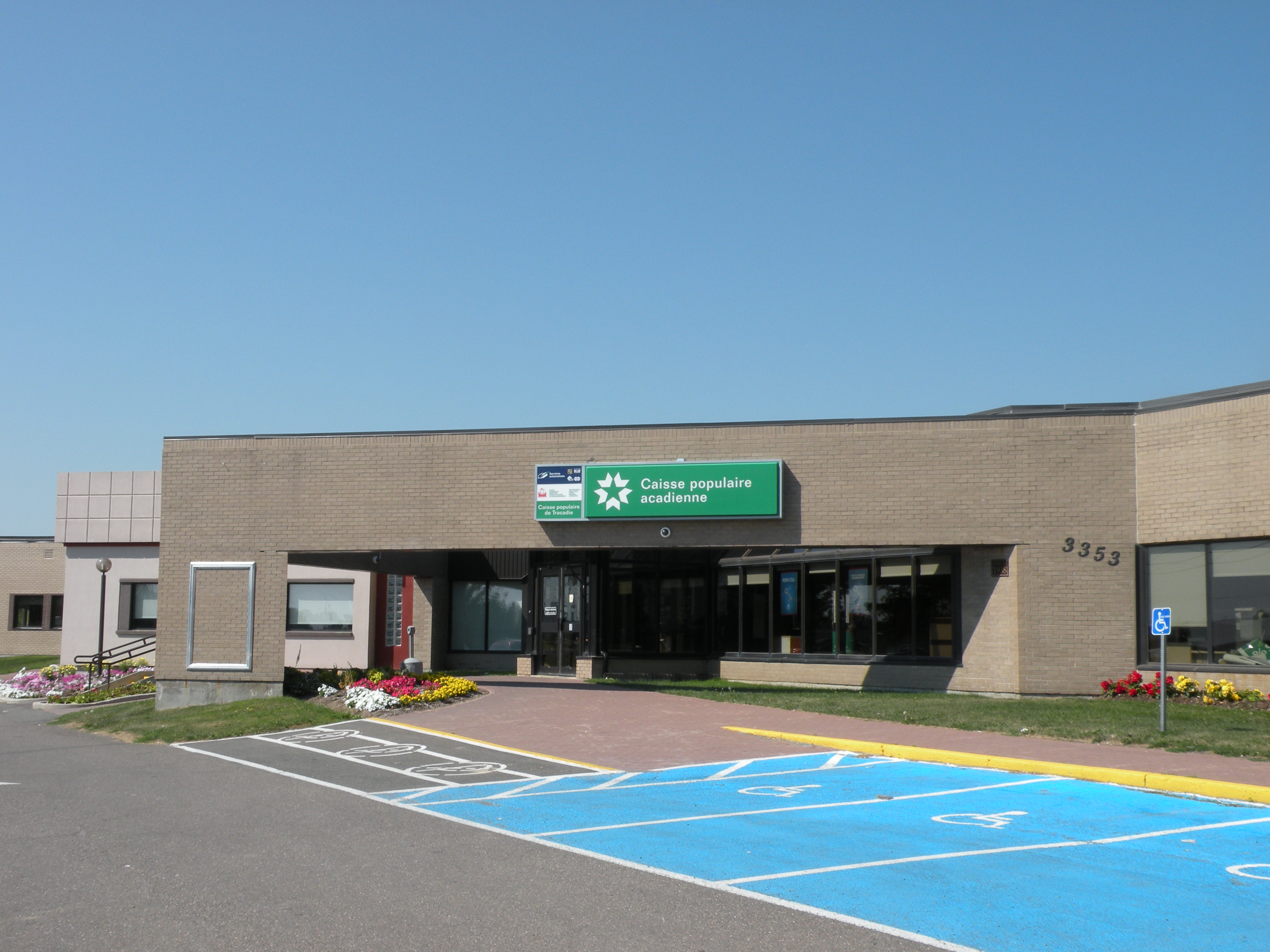
La caisse populaire de Tracadie.

Durant le XIXe siècle, l'économie repose surtout sur l'exploitation forestière. La rivière du Petit-Tracadie et la Grande rivière Tracadie servent alors à la  drave de bois vers les scieries locales ou vers les chantiers navals de Miramichi.
En 2006, on dénombrait 8,4 % des emplois dans l'agriculture, la pêche et les autres ressources, 7,9 % dans la construction, 10,8 % dans la fabrication, 1,7 % dans le commerce de gros, 17,0 % dans le commerce de détail, 4,6 % dans la finance et l'immobilier, 13,7 % dans la santé et les services sociaux, 8,4 % dans l'éducation, 5,8 % dans les services de commerce et 20,9 % dans les autres services.
La ville est le centre de commerces et de services pour les villages environnants. On y retrouve un aréna, une piscine municipale, des terrains de tennis, de soccer, de baseball et de balle-molle, trois centres commerciaux intérieurs ou extérieurs, un complexe de trois salles de cinéma, une dizaine de restaurants et de nombreux bars, ainsi plusieurs services publics.
La ville compte un studio de cinéma, Ciné Atlantik Studios, ainsi qu'une entreprise de production ayant participé à plusieurs productions internationales.
Le siège social de la Caisse populaire de Tracadie, membre des Caisses populaires acadiennes, est situé en ville. La caisse possède aussi une succursale à Sainte-Rose, a un actif de près de 126 millions $ et compte plus de 7 700 membres. La caisse de Sheila compte quant à elle plus de 4 000 membres pour un actif de 29 millions $.
Entreprise Péninsule est un organisme basé en ville faisant partie du réseau Entreprise et ayant la responsabilité du développement économique de la région. Tracadie-Sheila est également le siège de la CBDC Péninsule acadienne.

## Administration

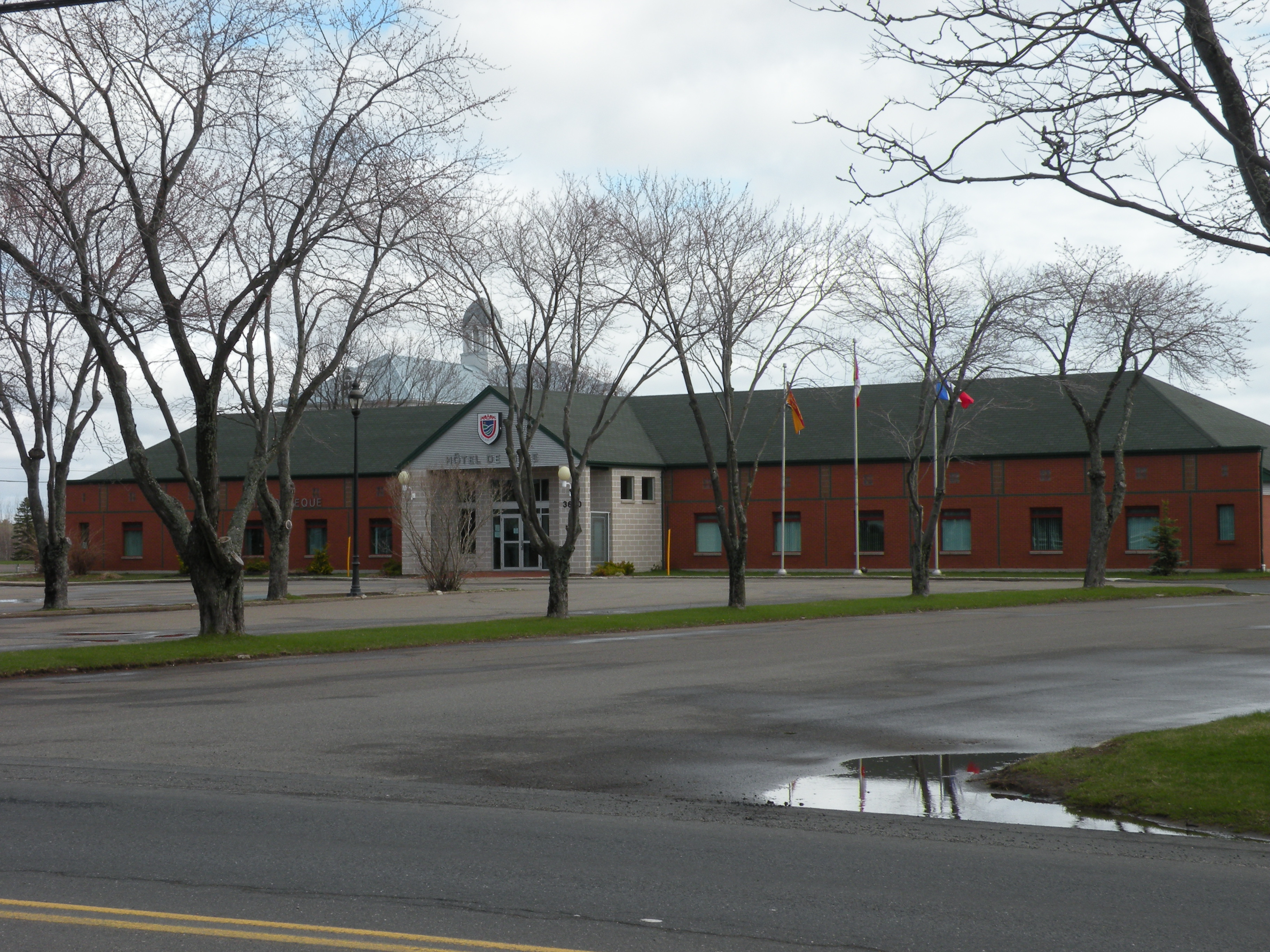
Hôtel de ville.

### Conseil municipal
Le dernier conseil municipal était formé d'un maire et de six conseillers.
Le conseil précédent fut élu lors de l'élection du 12 mai 2008. Les candidats Marc Jean et Fernand Paulin ayant chacun 1154 voix, un dépouillement doit être organisé le 16 mai suivant, d'où en ressort une autre égalité; Marc Jean est toutefois déclaré vainqueur en vertu de l'article 41(4) de la Loi sur les élections municipales. Un autre dépouillement, judiciaire, a lieu les 5 et 6 juin suivant, concernant Marc Jean, Jean-Yves McGraw et Fernand Paulin; Marc Jean y conserve sa victoire et Jean-Yves McGraw est également déclaré vainqueur. Les conseillers Rose-Marie Doiron et Fernand Paulin sont élus lors d'une élection partielle tenue le 11 mai 2009. Denis Poirier est le directeur général depuis 2006.
Le dernier conseil municipal est élu lors de l'élection quadriennale du 14 mai 2012.
Conseil municipal actuel
| Mandat      | Fonctions   | Nom(s)                                                                                           |
| ----------- | ----------- | ------------------------------------------------------------------------------------------------ |
| 2012 - 2014 | Maire       | Aldéoda Losier                                                                                   |
| 2012 - 2014 | Conseillers | Rose-Marie Doiron, Marc Jean, Jean-Yves McGraw, Denis McLaughlin, Fernand Paulin et Vera Paulin. |

Conseils précédents
| Mandat      | Fonctions   | Nom(s)                                                                                       |
| ----------- | ----------- | -------------------------------------------------------------------------------------------- |
| 2008 - 2012 | Maire       | Aldéoda Losier                                                                               |
| 2008 - 2012 | Conseillers | Roger Austin, Rose-Marie Doiron, Marc Jean, Jean-Yves McGraw, Fernand Paulin et Vera Paulin. |

### Maires de Tracadie-Sheila (1992-2014)
| Période                                  | Période | Identité          | Étiquette                           | Qualité                      |
| ---------------------------------------- | ------- | ----------------- | ----------------------------------- | ---------------------------- |
| 2008                                     | 2014    | Aldéoda Losier    | Administrateur d'hôpital (retraité) |                              |
| 2004                                     | 2008    | Jean-Eudes Savoie |                                     | Enseignant (retraité)        |
| 1995                                     | 2004    | Raymond A. Losier | Directeur d'école (retraité)        |                              |
| 1992                                     | 1995    | André Morais      |                                     | Enseignant (retraité)        |
| 1992                                     | 1992    | Raymond A. Losier |                                     | Directeur d'école (retraité) |
| Les données manquantes sont à compléter. |         |                   |                                     |                              |

### Maires de Tracadie (1966-1992)
| Période                                  | Période | Identité               | Étiquette | Qualité           |
| ---------------------------------------- | ------- | ---------------------- | --------- | ----------------- |
| 1983                                     | 1992    | Raymond A. Losier      |           | Directeur d'école |
| 1980                                     | 1983    | Gérard LaPlante        |           |                   |
| 1974                                     | 1980    | Henri Thomas           |           | Homme d'affaires  |
| 1969                                     | 1974    | Camille Albert Losier, |           |                   |
| 1966                                     | 1969    | Victor LeBlanc         |           | Médecin           |
| Les données manquantes sont à compléter. |         |                        |           |                   |

### Maires de Sheila (1978-1992)
| Période                                  | Période | Identité     | Étiquette | Qualité |
| ---------------------------------------- | ------- | ------------ | --------- | ------- |
| 1978                                     | 1992    | Allan Sonier |           |         |
| Les données manquantes sont à compléter. |         |              |           |         |

### Quartiers
Le Grand-Tracadie-Sheila compte huit quartiers, regroupant plusieurs anciennes municipalités et DSL:
- 1: Inkerman (secteur Four Roads), Sainte-Rose et Six Roads ;
- 2: Gauvreau–Petit-Tracadie et Pont-Landry ;
- 3: Benoit, Saint-Irénée-et-Alderwood, Rivière-à-la-Truite, Saint-Pons et Saumarez;
- 4: Haut-Sheila, Leech, Pont-Lafrance et Paroisse de Saumarez ;
- 5: Rivière-du-Portage–Tracadie Beach et Val-Comeau ;
- 6: Brantville, Haut-Rivière-du-Portage et Tabusintac (partie);
- 7: Tracadie ;
- 8: Pointe-à-Bouleau et Sheila

### Services municipaux
Le service des travaux publics de Tracadie s'occupe du déneigement, de la construction et la réparation des routes, ainsi que de la construction et l'entretien des réseaux d'aqueduc et d'égout.
La commission des loisirs voit à l'entretien et la gestion des équipements sportifs et de loisirs ainsi qu'à la promotion du sport et du tourisme.
La ville s'occupe aussi de la collecte des déchets et a un contrôleur des chiens errants.
La Gendarmerie royale du Canada fait office de police municipale et possède un poste dans la ville. Celle-ci s'occupe aussi du service 911. La brigade de pompiers volontaires a un effectifs de vingt hommes et possède trois camions d'incendie et une fourgonnette.

### Représentation
Tracadie-Sheila est membre de l'Association francophone des municipalités du Nouveau-Brunswick.
 Nouveau-Brunswick: Tracadie-Sheila fait partie de la circonscription de Tracadie, qui est représentée à l'Assemblée législative du Nouveau-Brunswick par Keith Chiasson, du Parti Libéral du Nouveau-Brunswick. Il fut élu pour la première fois aux élections du 24 septembre 2018.
 Canada: Tracadie-Sheila fait partie de la circonscription électorale fédérale d'Acadie-Bathurst. Cette circonscription est représentée à la Chambre des communes du Canada par Serge Cormier, du Parti libéral du Canada. Il fut élu lors de l'élection de 2015, et réélu en 2019 et en 2021.

## Services

### Éducation

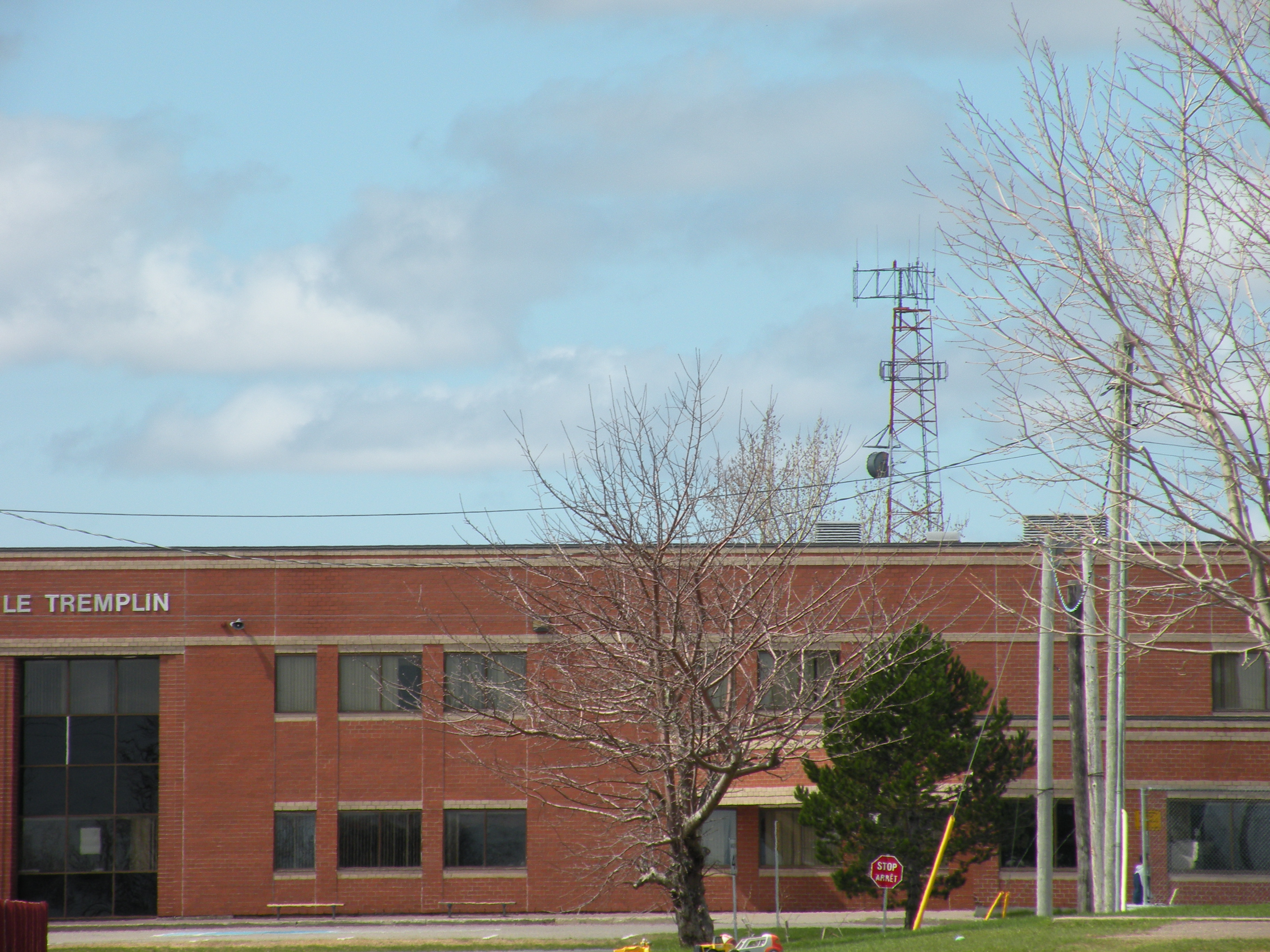
École Le Tremplin.

La ville possède une bibliothèque publique, une piscine, un aréna, des courts de tennis, des terrains de balle-molle et de soccer. Tracadie-Sheila possède aussi un poste d'Ambulance Nouveau-Brunswick.
Tracadie-Sheila dispose également de plusieurs écoles publiques francophones faisant partie du sous-district 8 du district scolaire Francophone Nord-Est. L'administration de ce district, qui gère toutes les écoles francophones du comté de Gloucester, se trouve en ville. Tracadie-Sheila était le siège du district scolaire 9 jusqu'à la réforme de 2012.
| Nom         | Classe d'âge          | Nombre d'élèves (2008-2009) | Fondation |
| ----------- | --------------------- | --------------------------- | --------- |
| La Ruche    | Maternelle - 5e année |                             |           |
| La Source   | Maternelle - 8e année |                             |           |
| Le Tremplin | 6e - 8e année         |                             |           |
| W-A-Losier  | 9e - 12e année        |                             |           |

### Médias

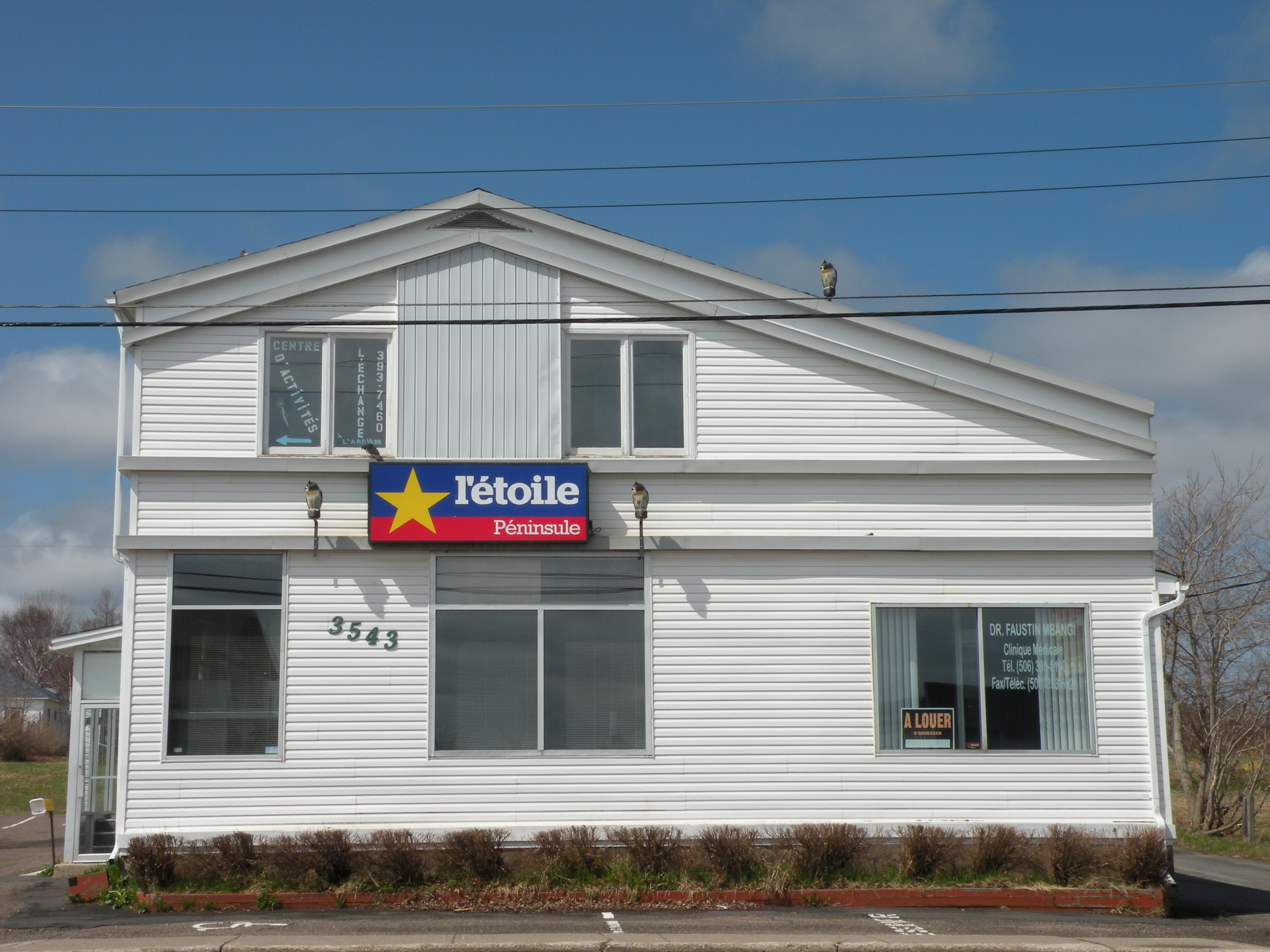
Locaux de L'Étoile Péninsule.

L'Écho de Tracadie-Sheila, publié par Cédici à Bas-Caraquet, est distribué mensuellement par la poste. Il est commandité par la municipalité et a un tirage de 4100 exemplaires gratuits. Le quotidien est L'Acadie nouvelle, publié à Caraquet. Tracadie a déjà eu plusieurs autres journaux au cours de son histoire. L'hebdomadaire bilingue Tracadie News fut publié en 1947. Le Reflet du Nord parut entre 1969 et 1971 pour être remplacé par L'Analyste entre 1971 et 1972. Le journal L'Étoile Péninsule a ses bureaux sur la rue Principale. Le quotidien anglophone est Telegraph-Journal, publié à Saint-Jean.

### Religion
Tracadie-Sheila fait partie du diocèse de Bathurst.
La prière n'est plus récitée au conseil municipal.

### Autres services
Tracadie-Sheila possède une caserne de pompiers, qui dessert également plusieurs districts de services locaux environnants. La ville possède aussi un poste de la Gendarmerie royale du Canada. Il est le siège du district 8, qui regroupe la péninsule acadienne. Tracadie-Sheila est le siège d'un tribunal de la Cour provinciale du Nouveau-Brunswick. Il possède un tribunal satellite à Caraquet. Tracadie-Sheila compte un bureau régional d'Énergie NB. La ville bénéficie d'un foyer de soins agréés, la Villa Saint-Joseph. Il y a aussi deux bureaux de poste et un comptoir postal. Tracadie-Sheila est en fait le seul centre de services gouvernementaux pour plusieurs localités environnantes.
La population des localités environnantes bénéficie des installations récréatives de Tracadie-Sheila, qui comprennent un aréna, une salle de curling, une piscine intérieure, des parcs et des sentiers. Un marché est organisé à tous les samedis de juin à septembre.
Fondée le 20 juillet 1995, la Commission de gestion des déchets solides de la Péninsule acadienne (COGEDES) a son siège-social à Caraquet et Tracadie-Sheila y a un représentant. Tous les déchets de la péninsule acadienne, 23 000 tonnes annuellement, sont envoyés au centre de transbordement de Tracadie-Sheila. 1 000 tonnes, soit 4 %, y sont recyclées, alors que le reste est enfoui à Allardville.

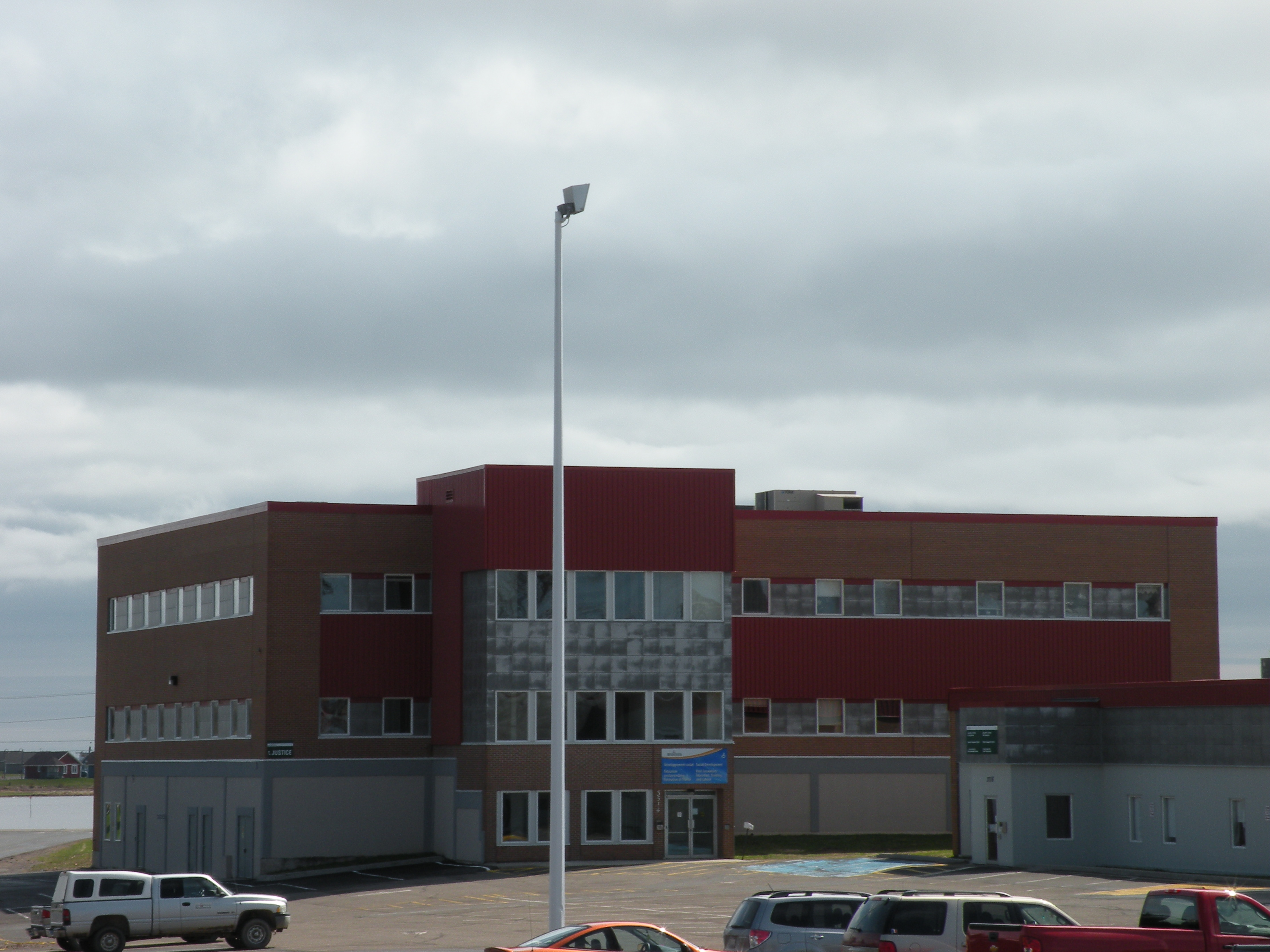
Palais de justice.
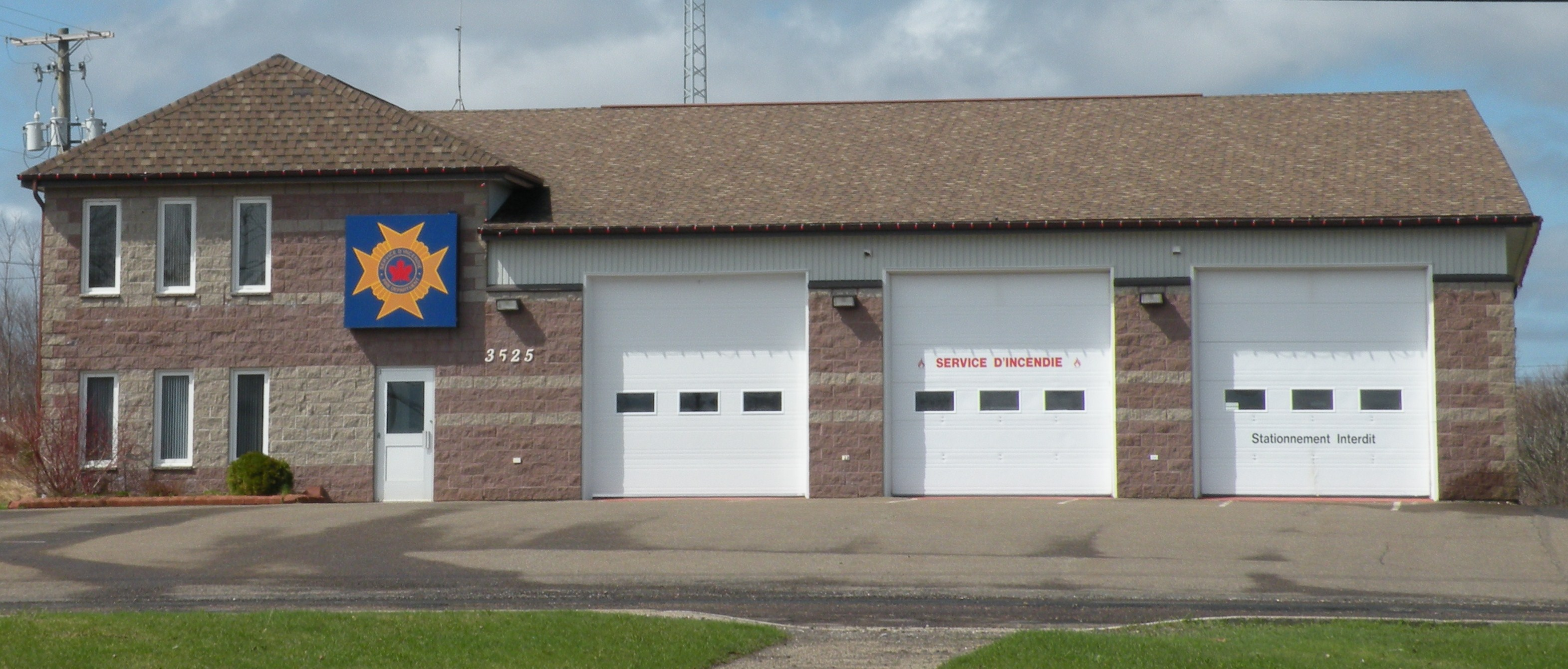
Caserne de pompiers.
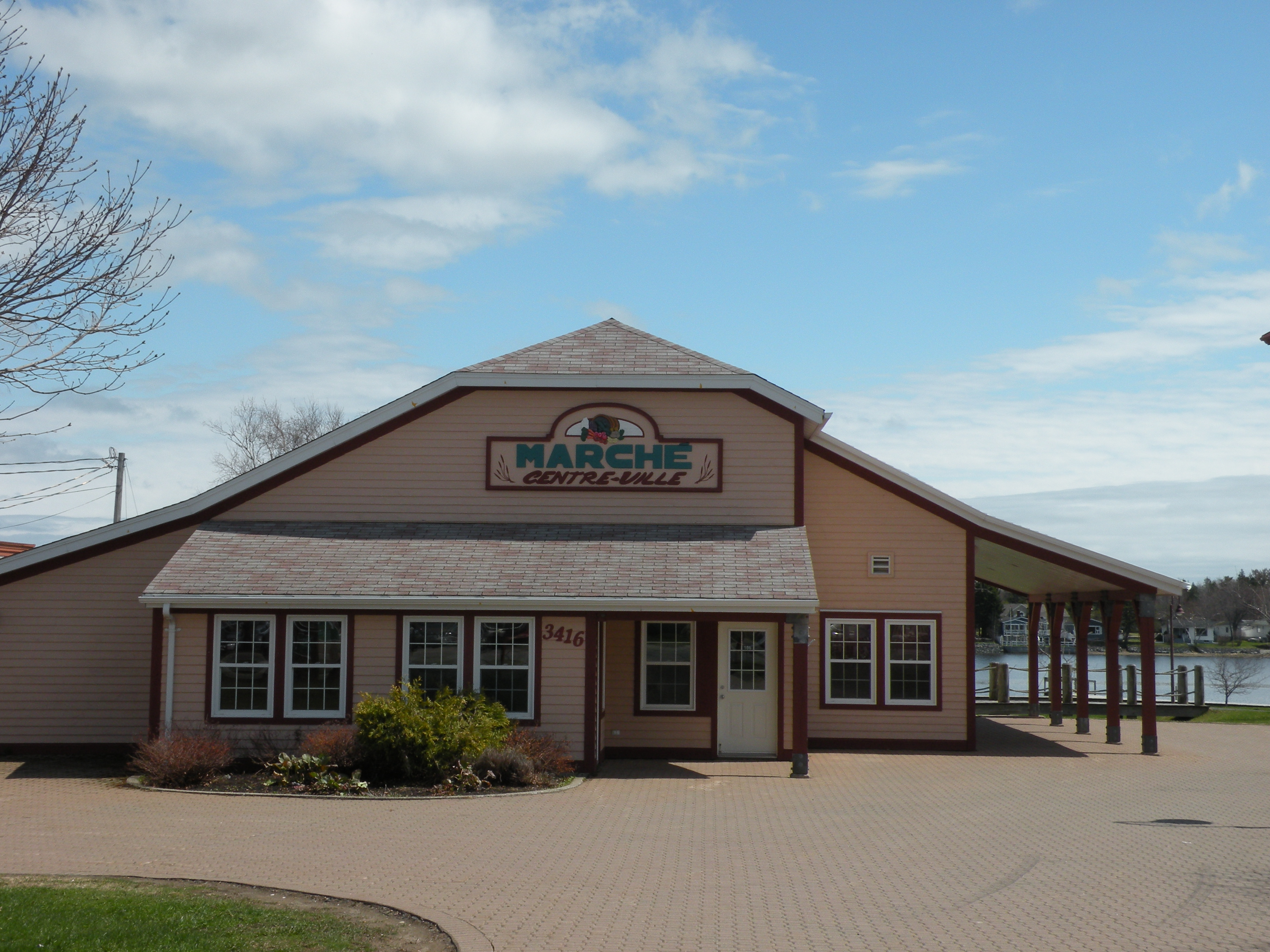
Marché public.
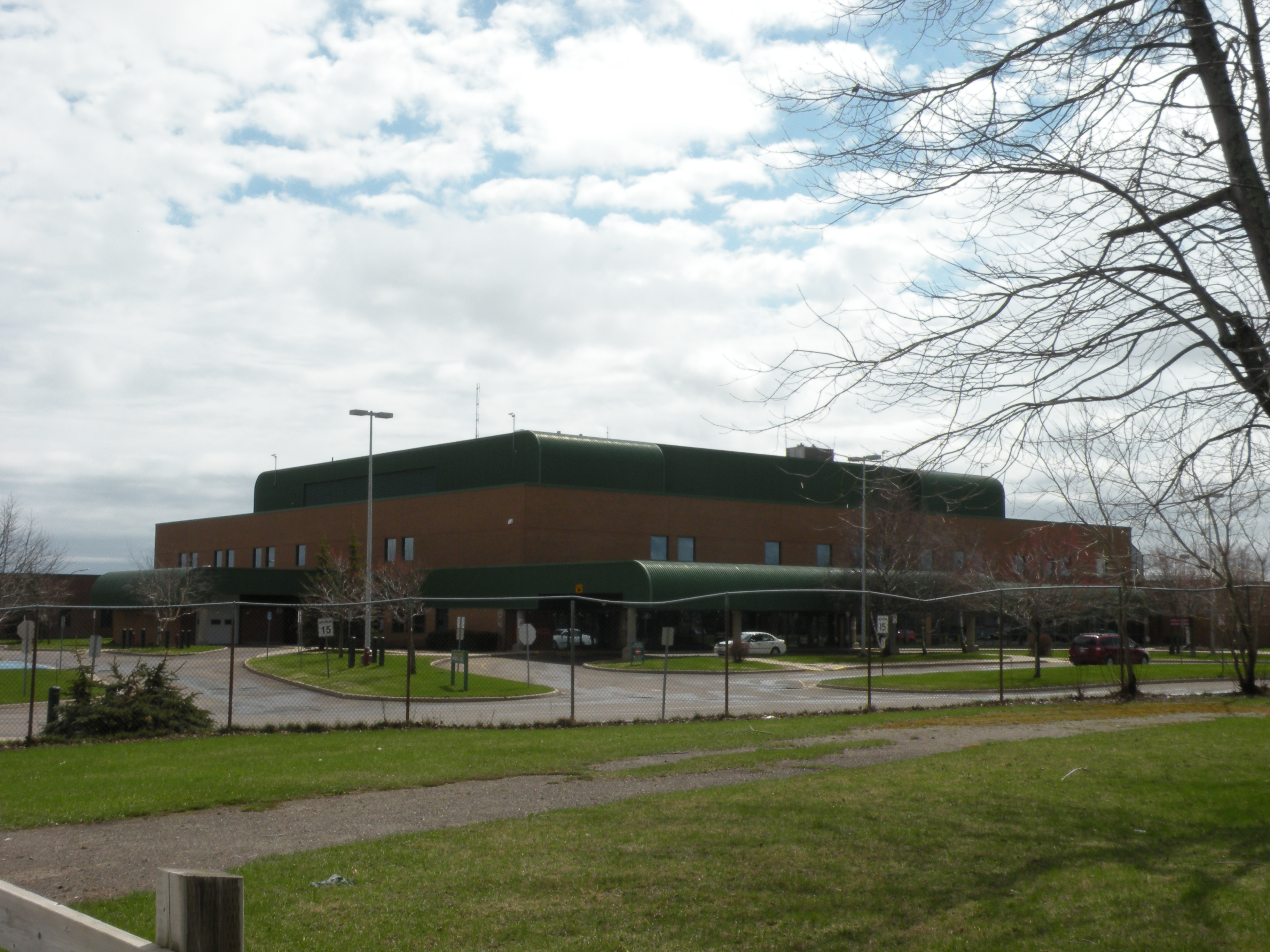
Hôpital.
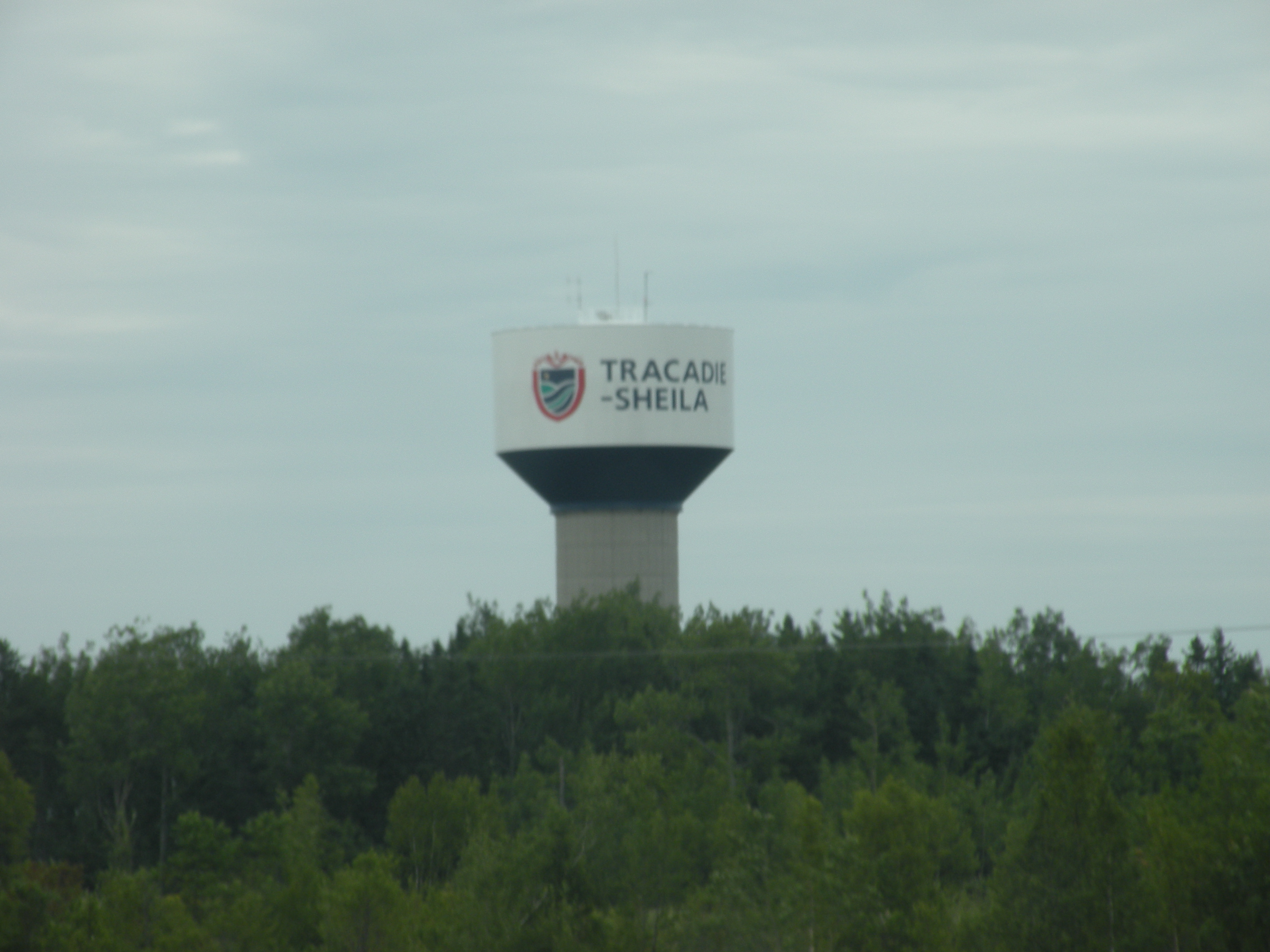
Réservoir d'eau.

## Culture

### Personnalités
- Maurice Basque (1960-), historien
- Michel Bastarache (1703-1820), fondateur de Tracadie
- Joannie Benoit (1988), interprète
- Jean-François Breau (né en 1978 à Hamilton, a grandi à Tracadie), musicien ;
- Alfred Corbett Smith (1841-1909), médecin, surintendant médical et léprologue, mort à Tracadie ;
- Adjutor Ferguson (1927-2004), gérant et homme politique, né à Tracadie;
- Jacques Frigault (1948-), médecin et écrivain, né à Tracadie;
- Laval Goupil (1945-2000), dramaturge, metteur en scène et acteur, né à Tracadie;
- Claude Landry (1955-), dentiste et homme politique, né à Tracadie ;
- Wilfred Le Bouthillier, musicien né à Tracadie en 1978 ;
- Denis Losier, homme politique, né à Tracadie en 1952;
- Gilles Losier, violoniste, pianiste et accordeur, né à Tracadie en 1936;
- William Arthur Losier (1896-1952), enseignant et homme politique;
- Rose-Marie Losier-Cool (1937- ), sénatrice;
- Jocelyne Mallet-Parent (1951-), écrivaine, née à Tracadie;
- Maxime McGraw (1988) auteur-compositeur-interprète;
- Jacques Ouellet, éditeur et romancier né à Tracadie ;
- Aldoria Robichaud (? - 1989), médecin, membre de l'ordre du Canada;
- J. Alfred Roussel (1921-2015), homme d'affaires et homme politique, né à Tracadie ;
- Gérald Roussel (mort en 1988), pédagogue et juge de paix, membre de l'ordre du Canada;
- Réjean Thomas, (1955-), médecin, né à Tracadie;
- Joseph Vincent Claude Savoie (1916-1990), agent d'assurances et homme politique, né à Tracadie ;
- Alfred James Witzell (1879-19??), comptable et homme politique, né à Tracadie ;
- Doug Young (1940-), avocat, homme d'affaires, notaire, radiodiffuseur et homme politique, né à Tracadie ;
- Robert Young (1834-1904), homme d'affaires et homme politique né à Tracadie.
- Annie Savoie (1976) auteure compositeure interprète.

### Architecture et monuments
La ville fut rendue célèbre par son lazaret qui accueillait des malades atteints de la lèpre de toute l'Amérique du Nord jusqu'au début du XXe siècle. Le bâtiment n'existe plus aujourd'hui mais un musée, située à l'Académie Sainte-Famille, offre une exposition portant sur la léproserie.
L'Académie Sainte-Famille est un lieu historique provincial situé sur la rue du Couvent. C'est un édifice de quatre étages en bois de style colonial construit entre 1910 et 1912.
Le cimetière des fondateurs.
Le cimetière protestant est situé sur la rue principale et fut utilisé entre 1925 et 1950.
Le cimetière des Religieuses hospitalières de Saint-Joseph est situé sur la rue du Couvent.
L'église Saint-Joseph et Saint-Jean-Baptiste est un établissement catholique situé sur la rue principale, à Tracadie. C'est un édifice en grès brun-gris de style néogothique conçue par l'architecte René-Arthur Fréchet et construit de 1926 à 1949. Elle remplace la première église, détruite par un incendie en 1925. L'édifice mesure 65 mètres par 21 mètres et les deux clochers font 49 mètres de haut. À l'intérieur, il y a des boiseries en merisier et un orgue Casavant. Le plancher est en terrazzo et d'autres éléments sont en marbre.
En face de l'église se trouve le monument aux familles fondatrices. Installée en 1984, la stèle en granit rend hommage aux familles pionnières de la région.
Sur le même terrain se trouve le monument au Père Lafrance.
Le sanctuaire Saint-Joseph.
Le site du Moulin Foster, à Sheila, rappelle l'histoire de cette usine.
Plusieurs maisons ou commerces méritent aussi l'attention.

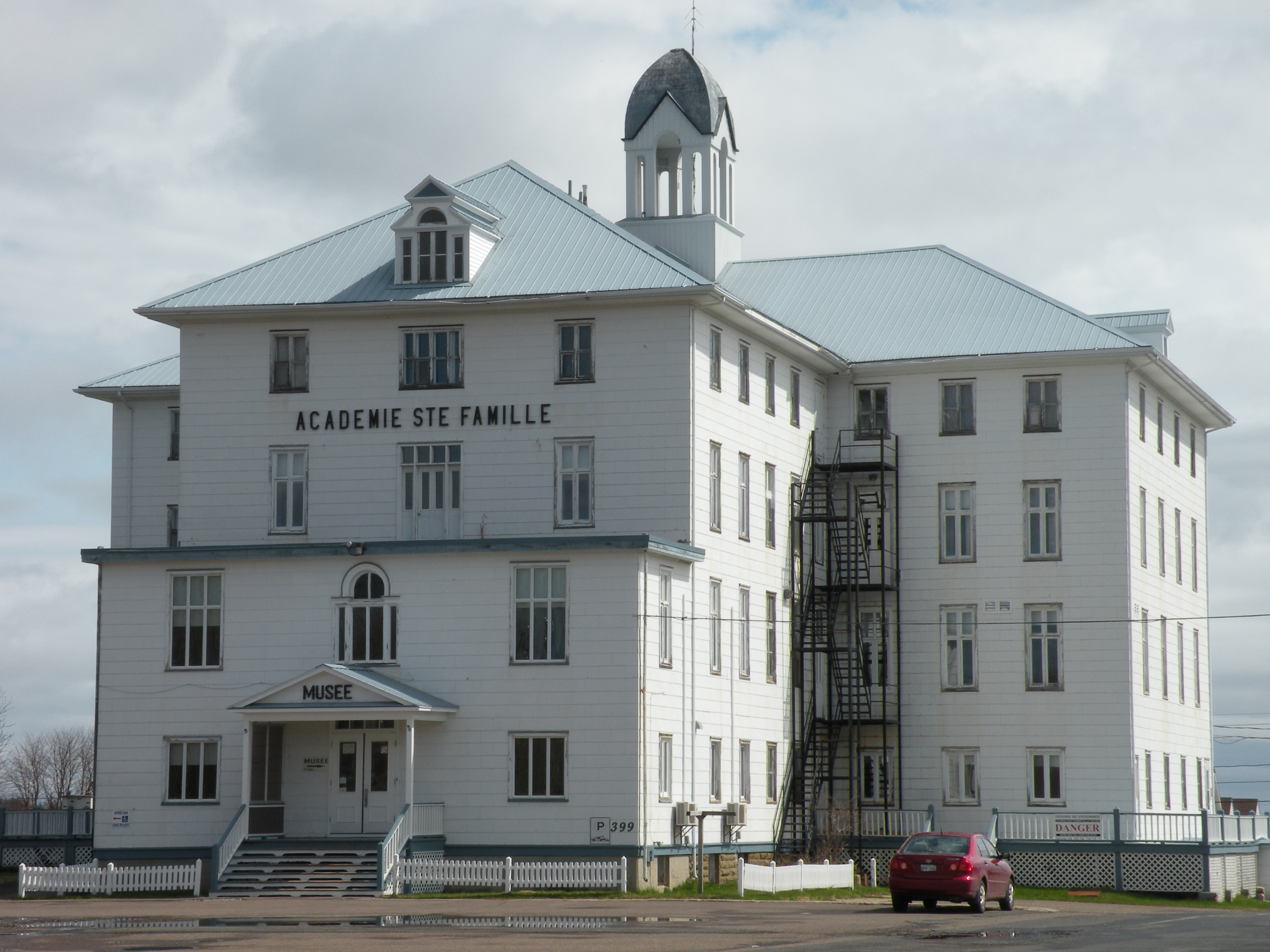
Académie Sainte-Famille.
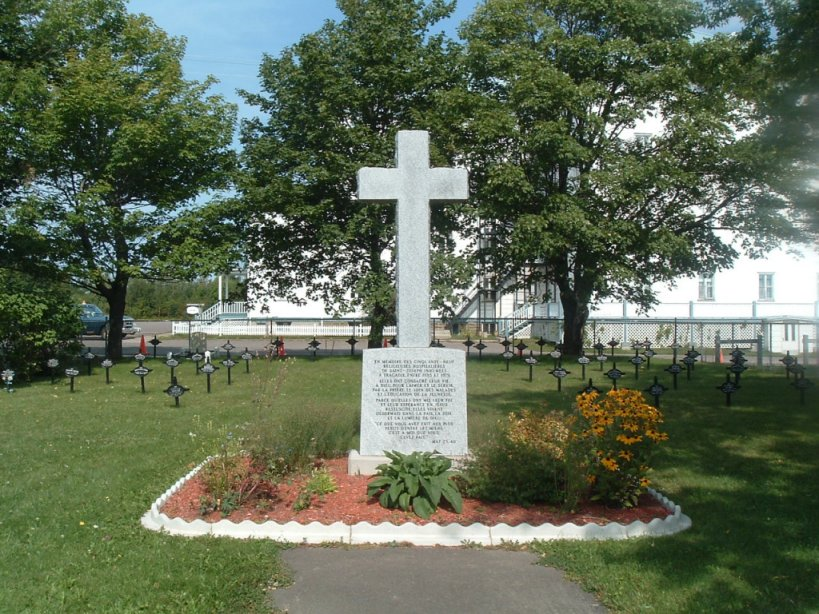
Cimetière des Religieuses hospitalières de Saint-Joseph.
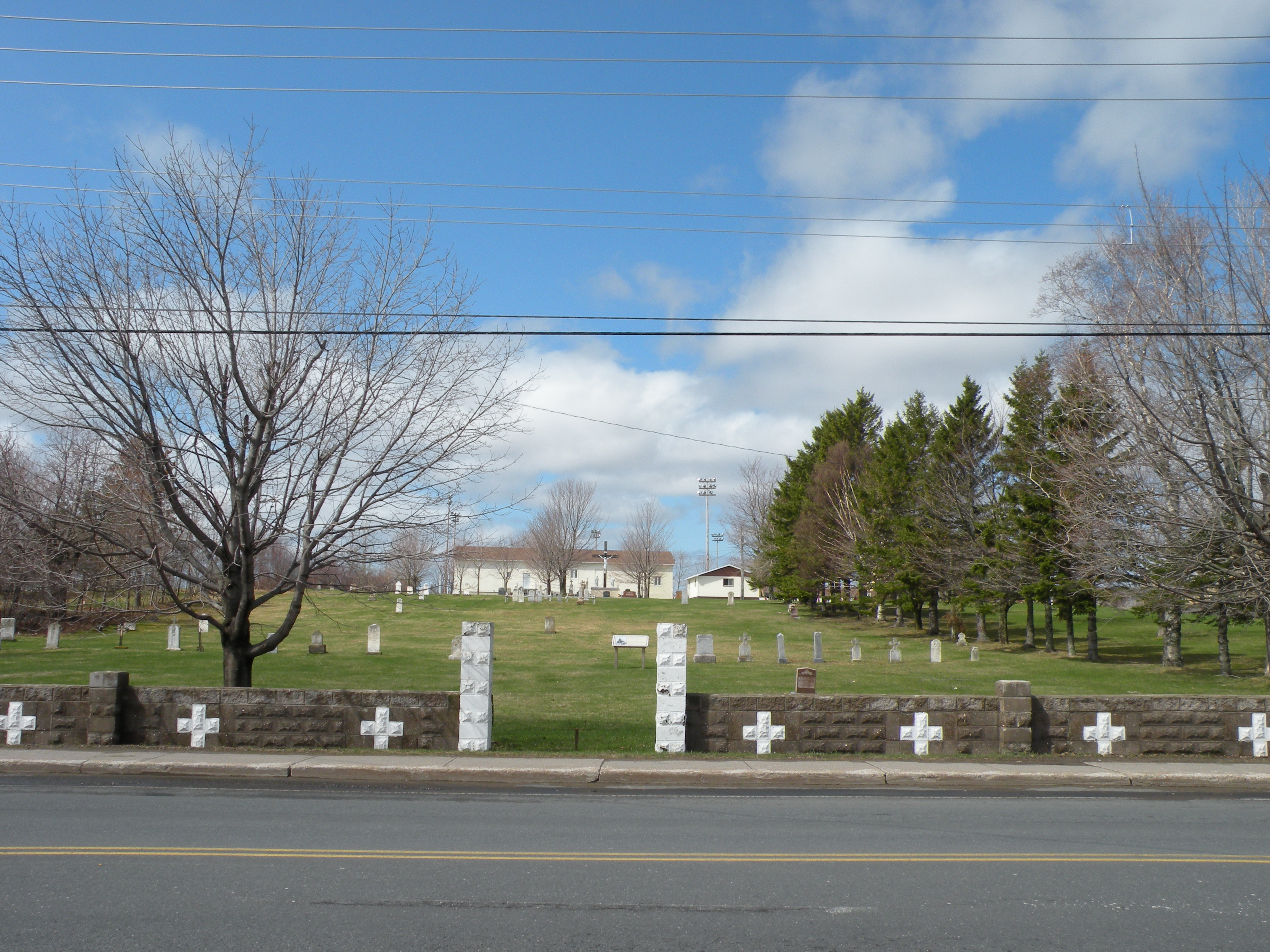
Un autre cimetière.
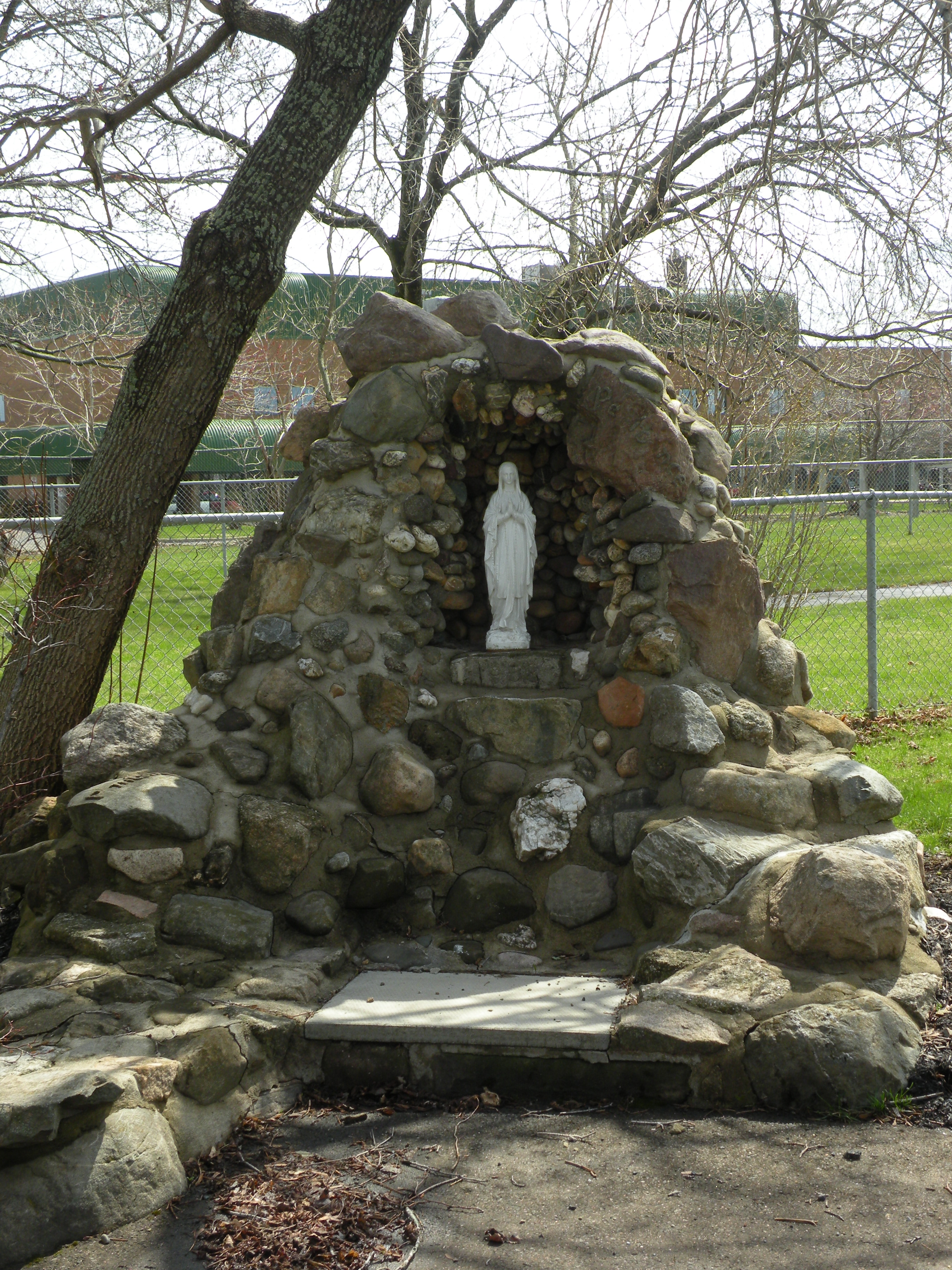
La grotte Notre-Dame-de-Lourdes.
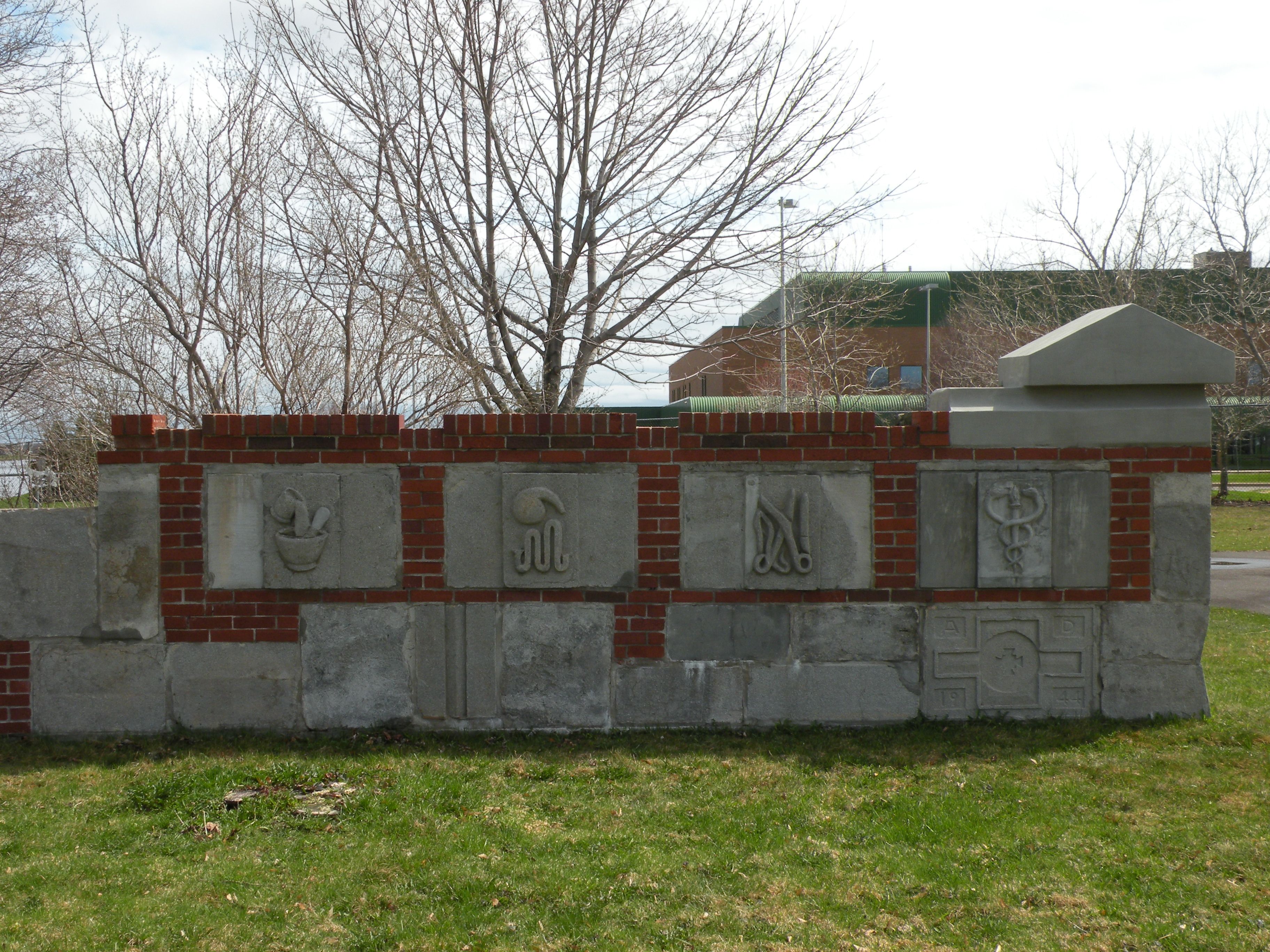
Un mur de l'ancien hôpital
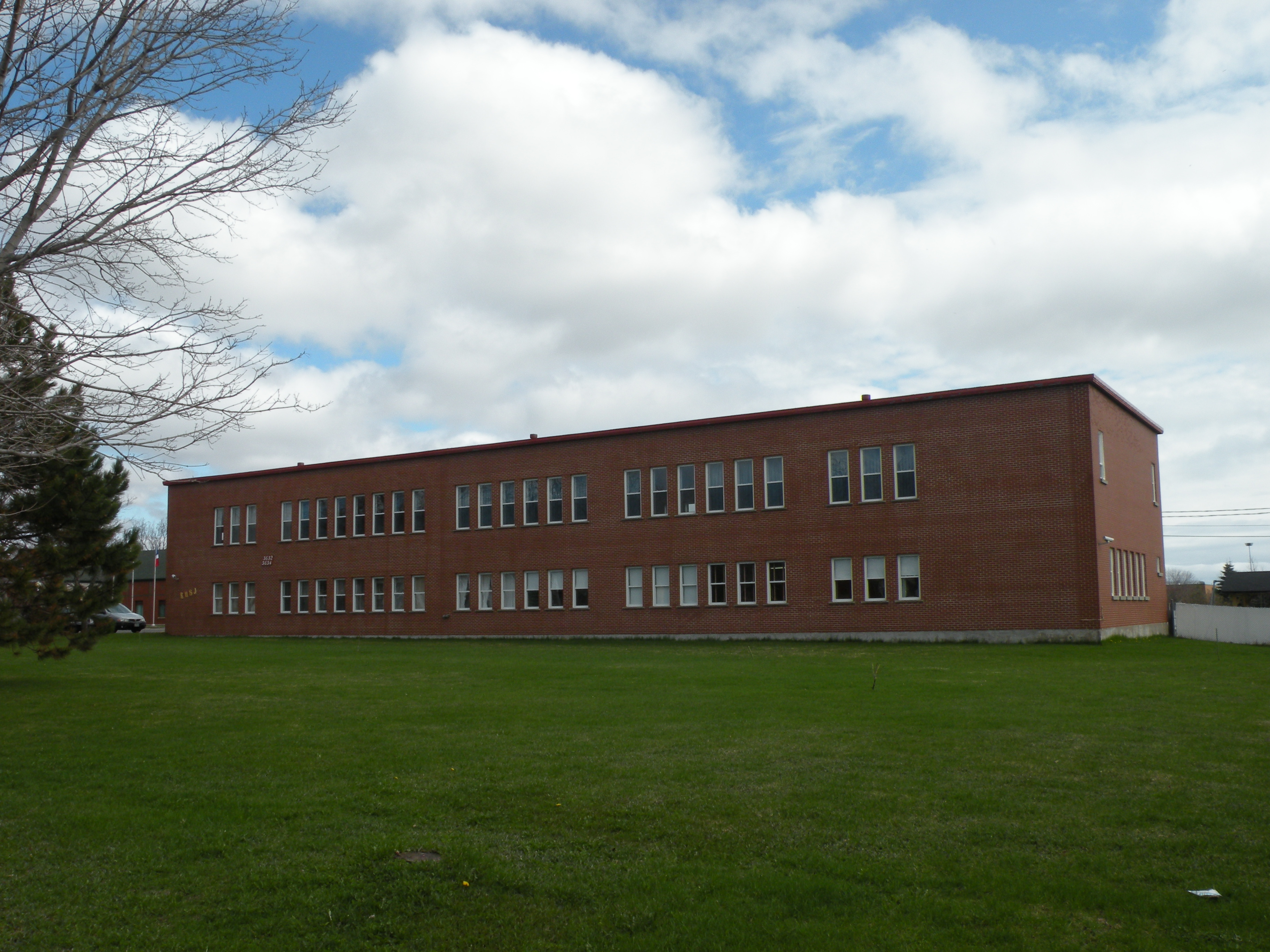
Le couvent de Tracadie
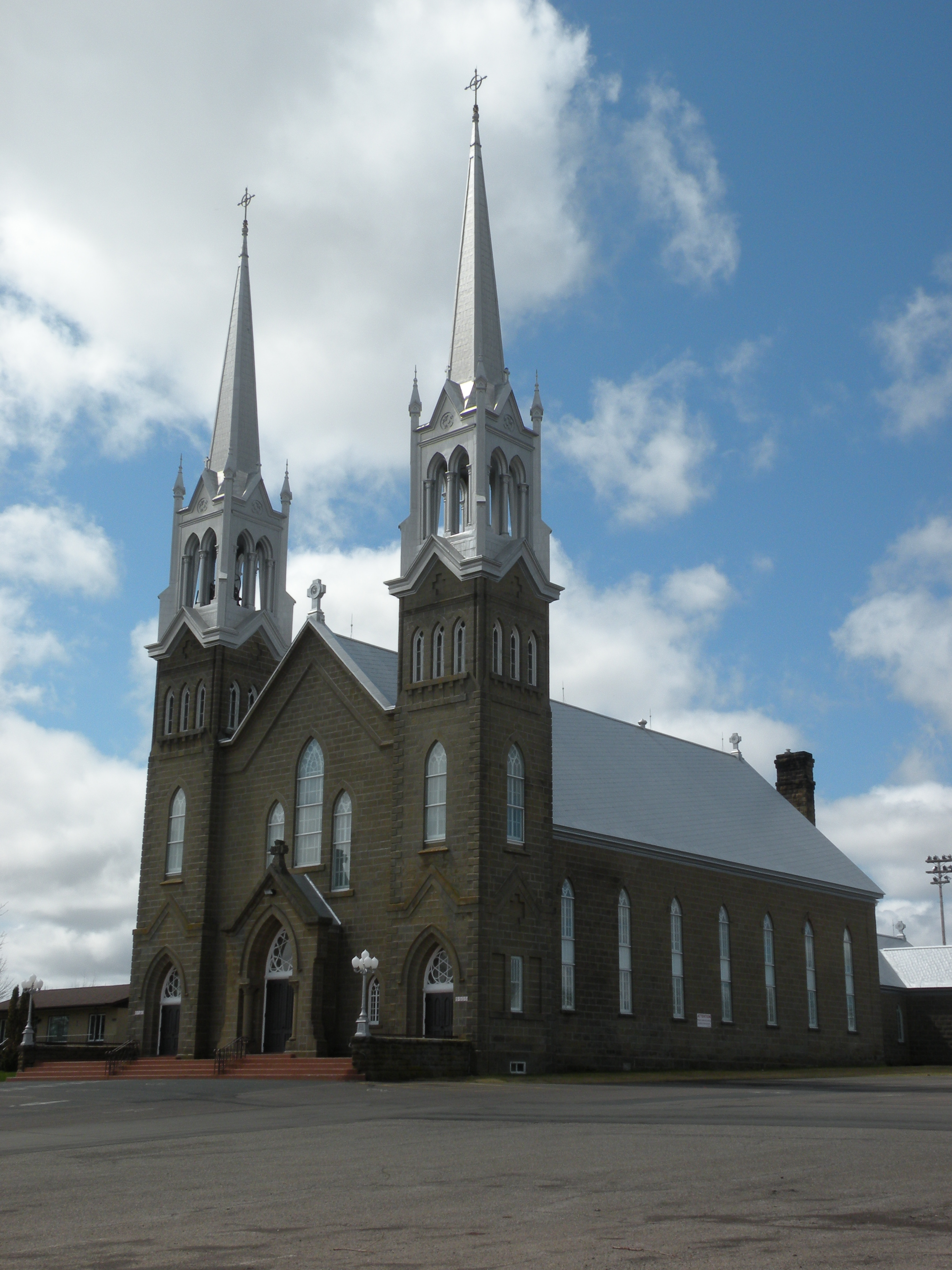
Église Saint-Joseph et Saint-Jean-Baptiste.
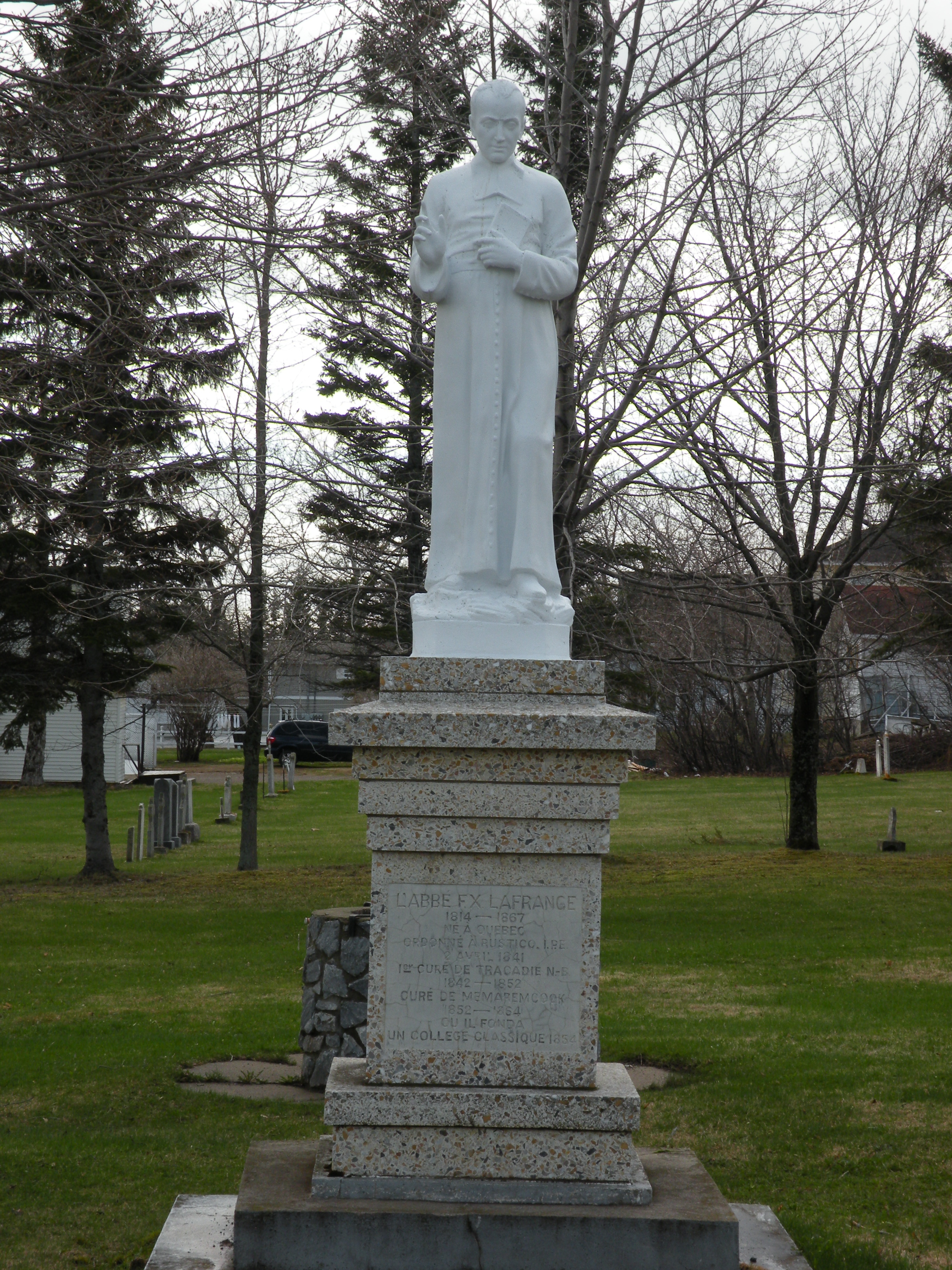
Le monument du père Lafrance.
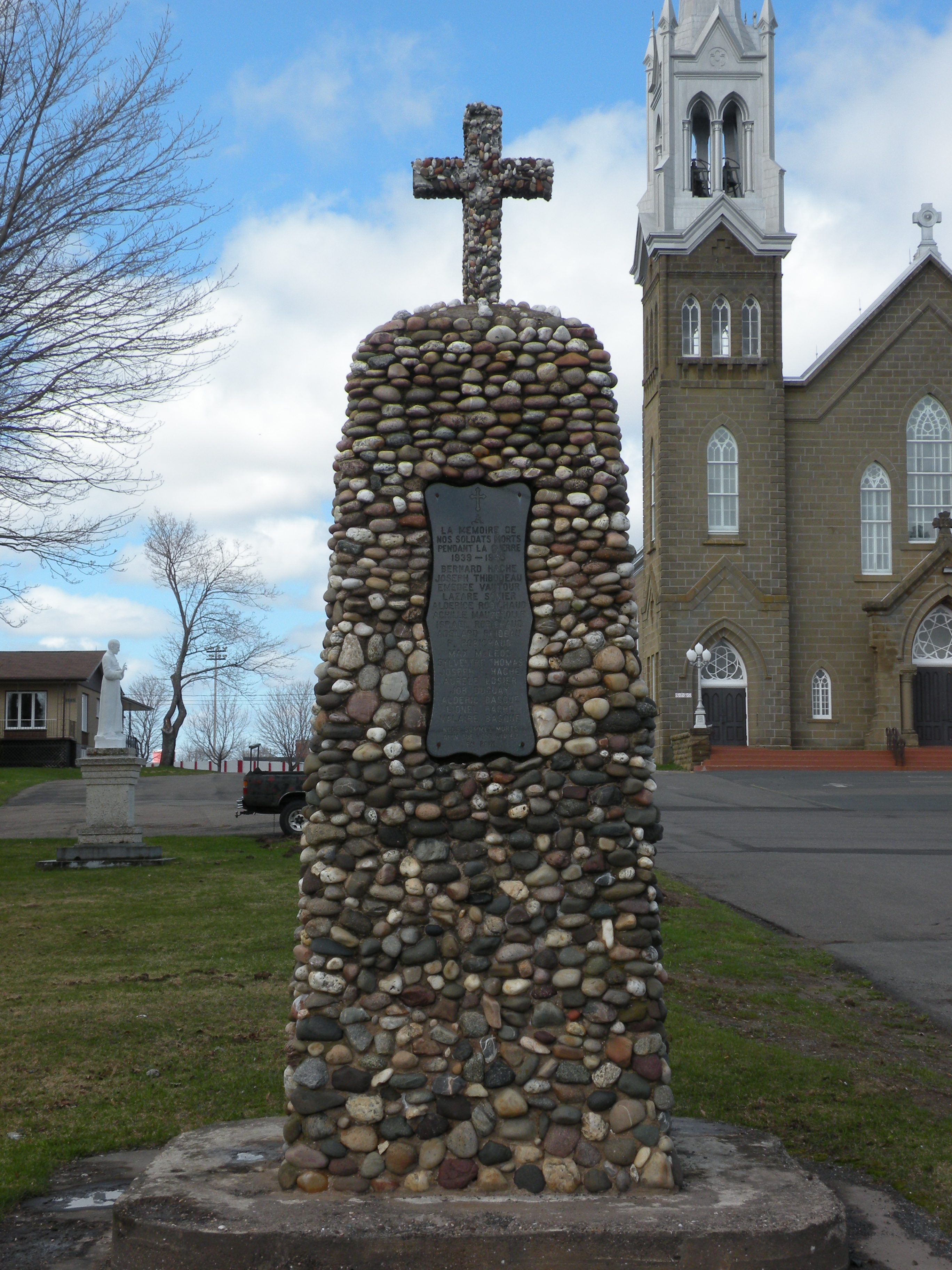
Le monument aux morts.
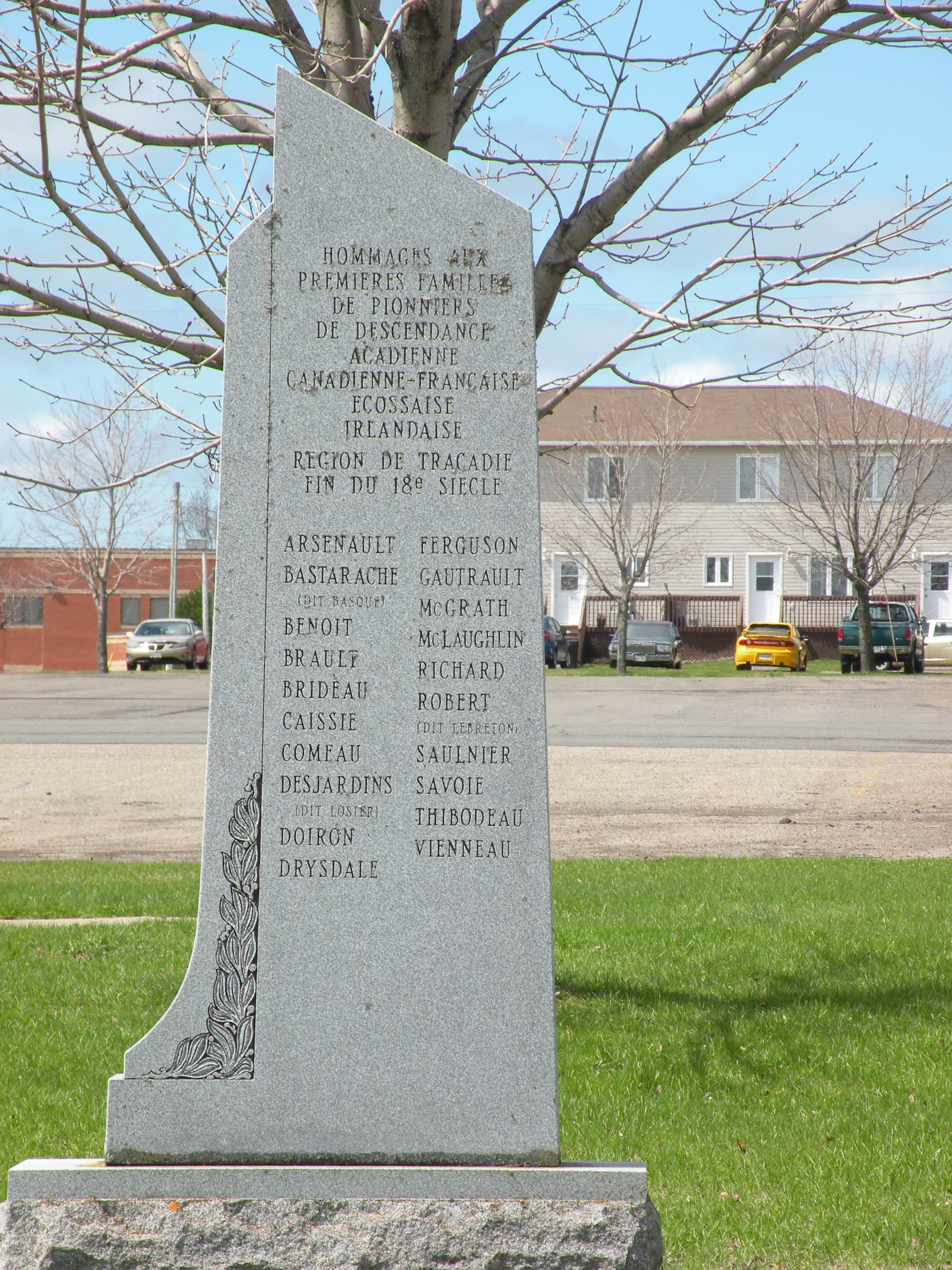
Le monument aux familles fondatrices.a
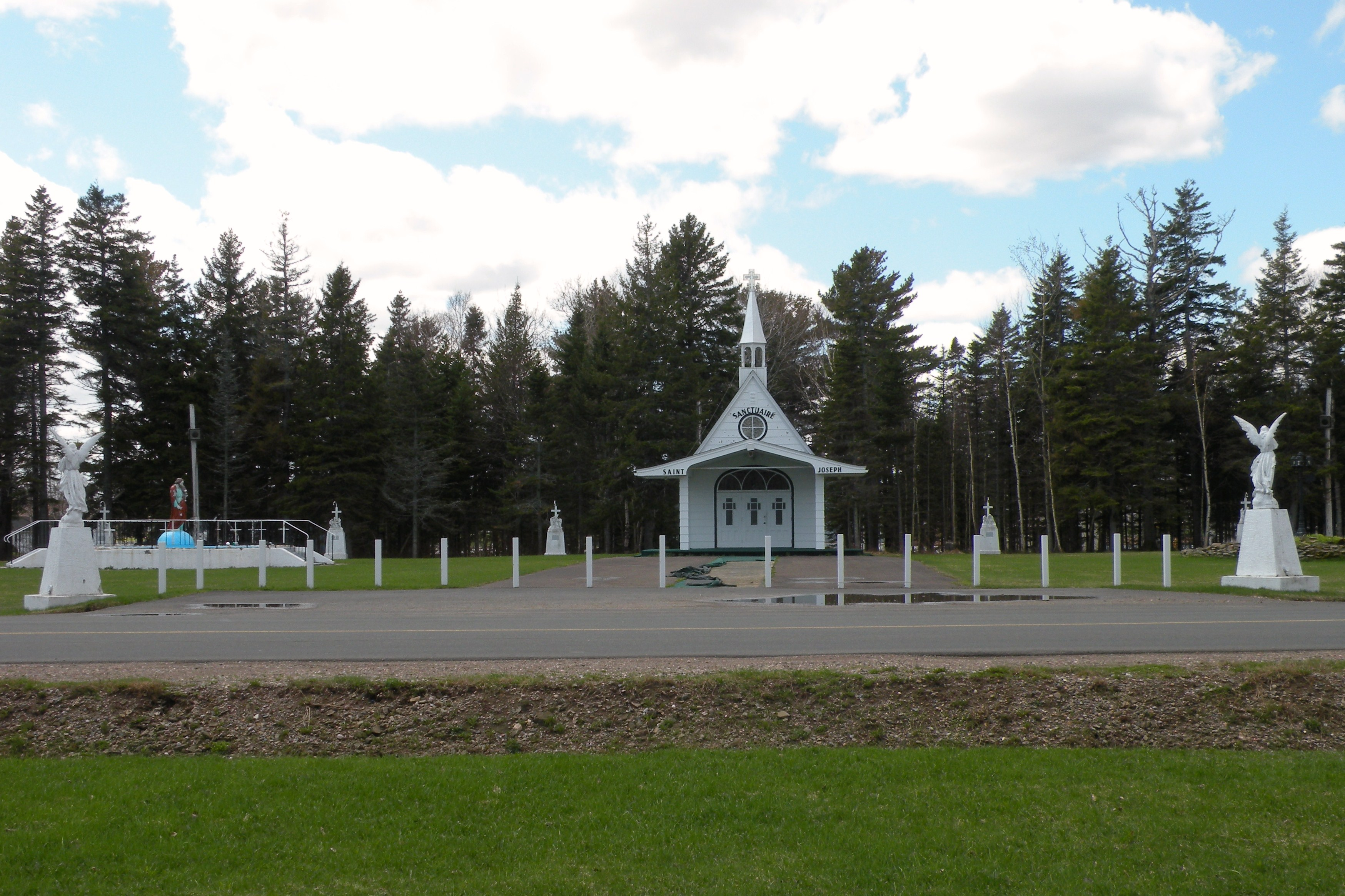
Sanctuaire Saint-Joseph.
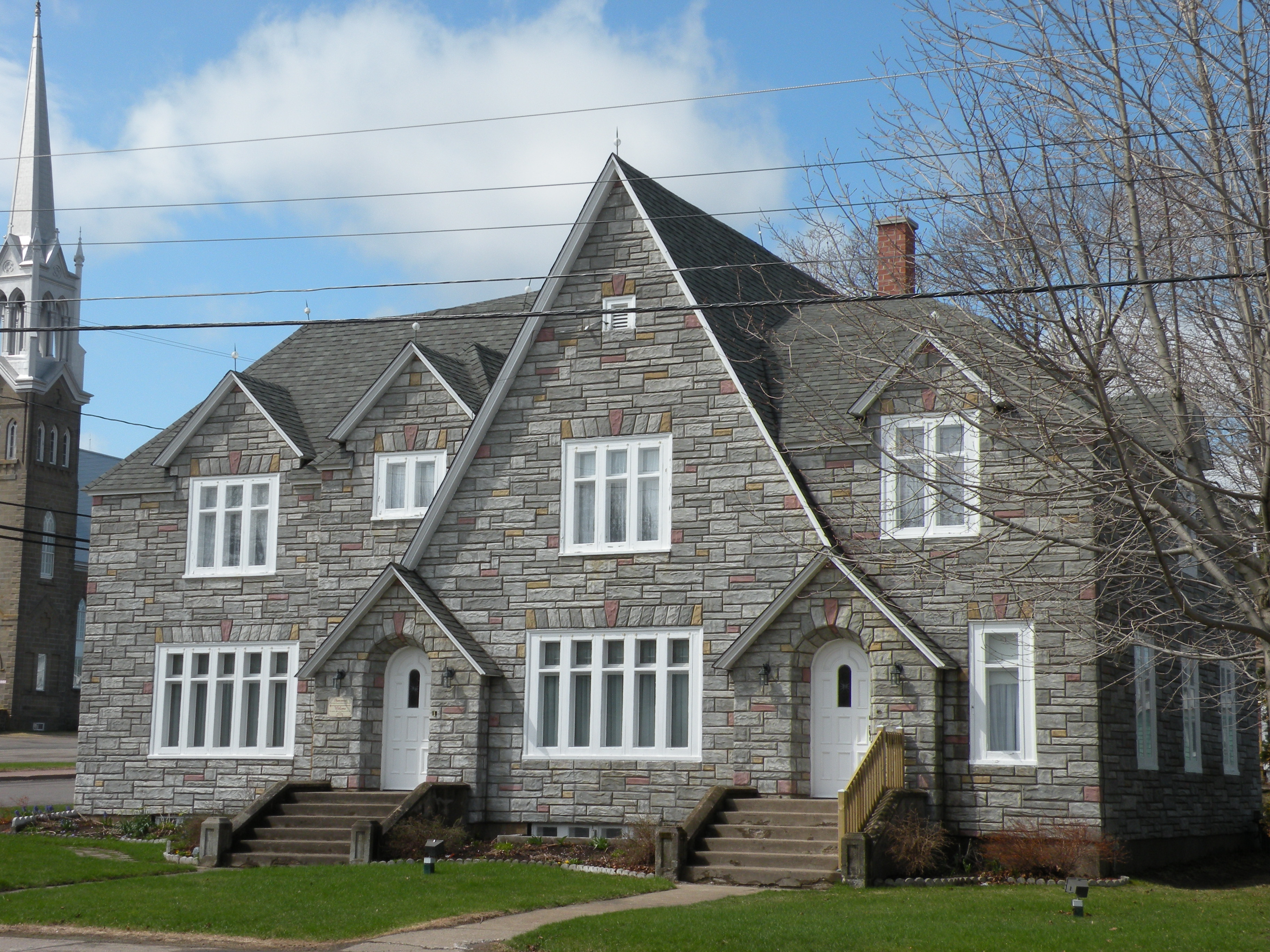
Château d'Acadie, un exemple unique de style Château.
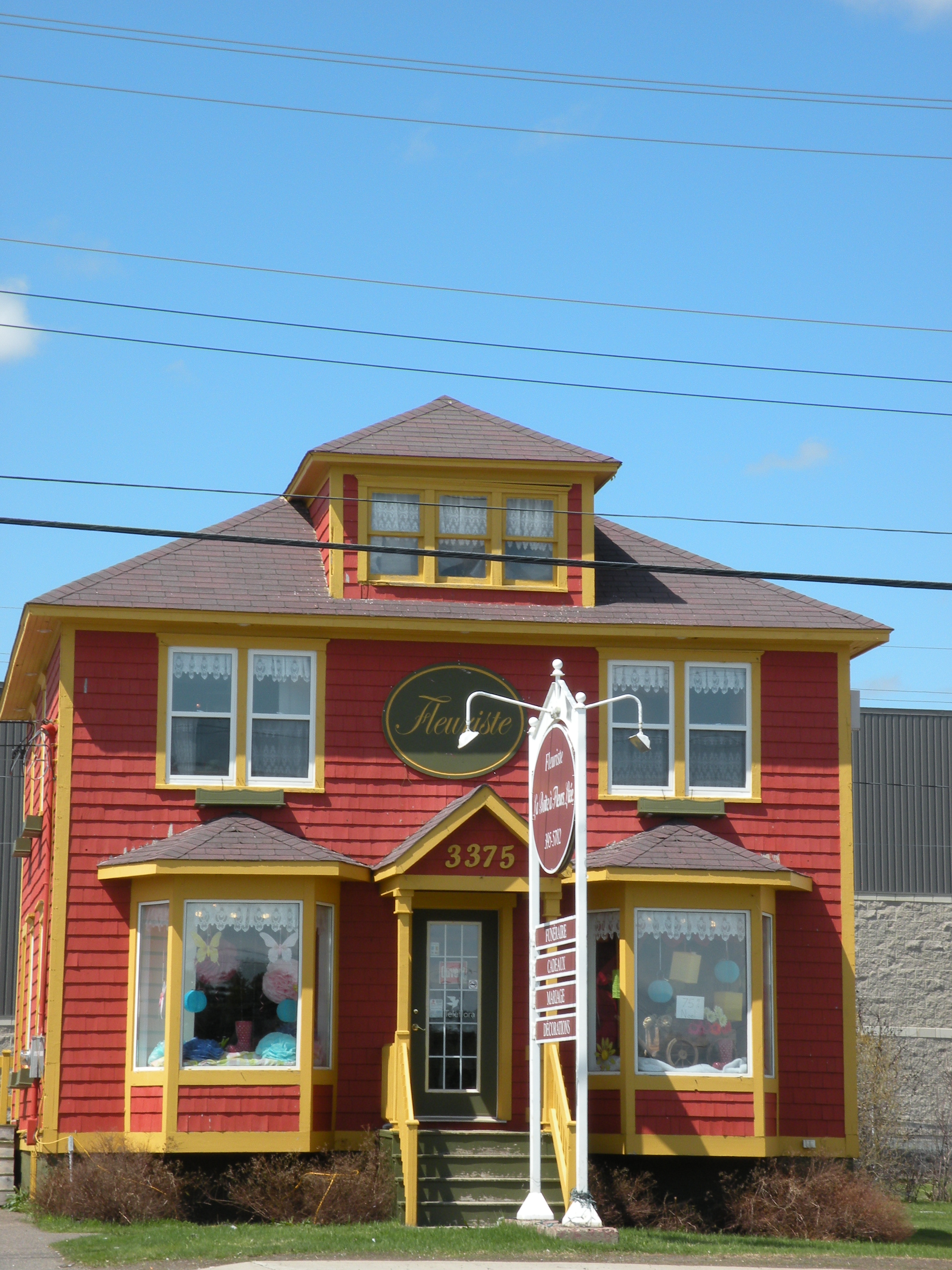
Le 3375 rue Principale, un exemple du style Foursquare bâti en 1945.
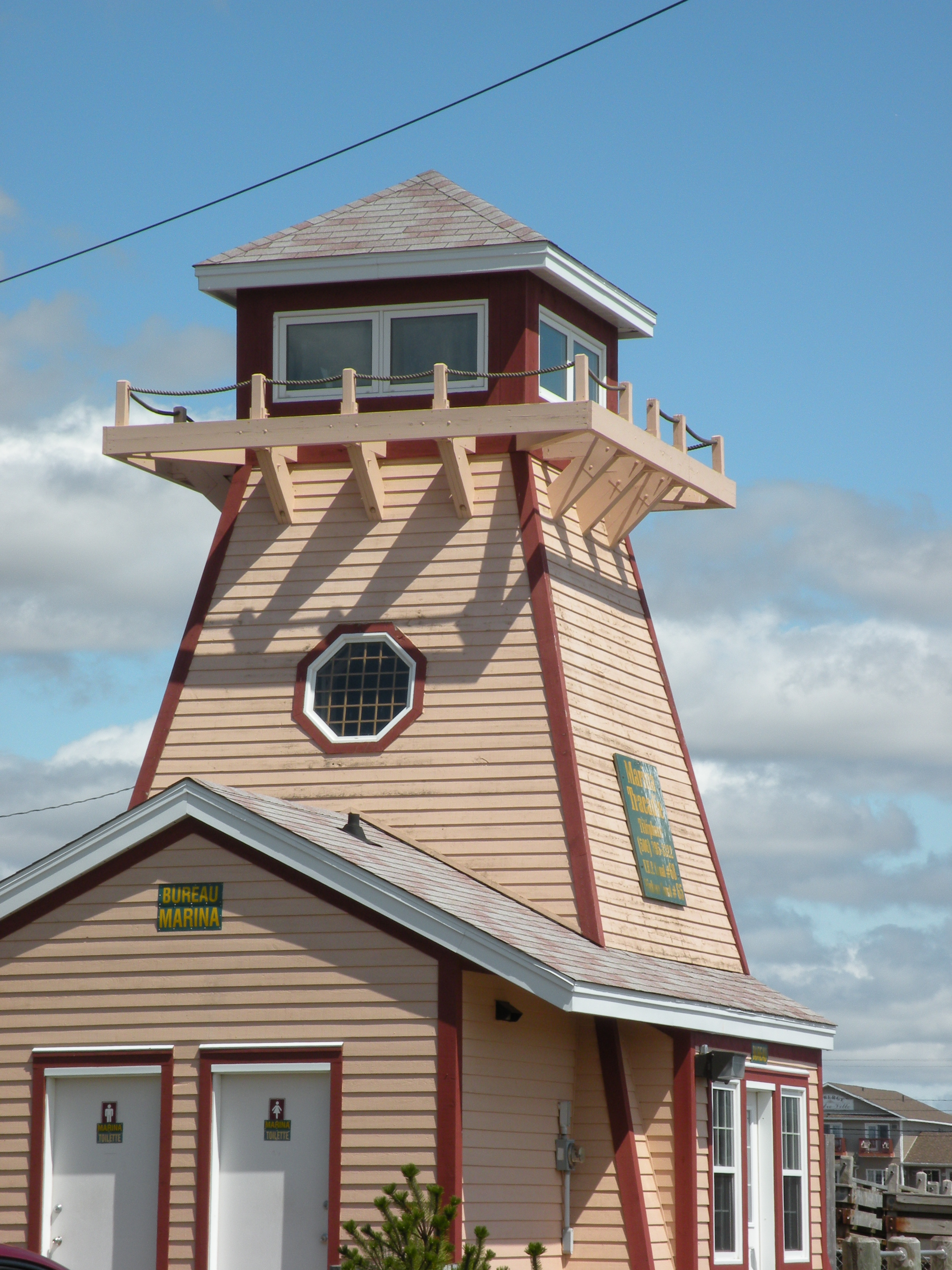
Le phare de la marina.

### Langues
Selon la Loi sur les langues officielles, Tracadie-Sheila est officiellement francophone puisque moins de 20 % de la population parle l'anglais.

### Fêtes et traditions
Le dimanche précédant le premier lundi du mois d'août, la rue principale est fermée à toute circulation automobile afin de permettre aux piétons de participer à diverses activités au centre-ville. Appeler autrefois « Ruée vers l'art » et maintenant devenue « La Ruée », cette activité attire environ 30 000 personnes chaque année et se termine par des feux d'artifice.

### Arts

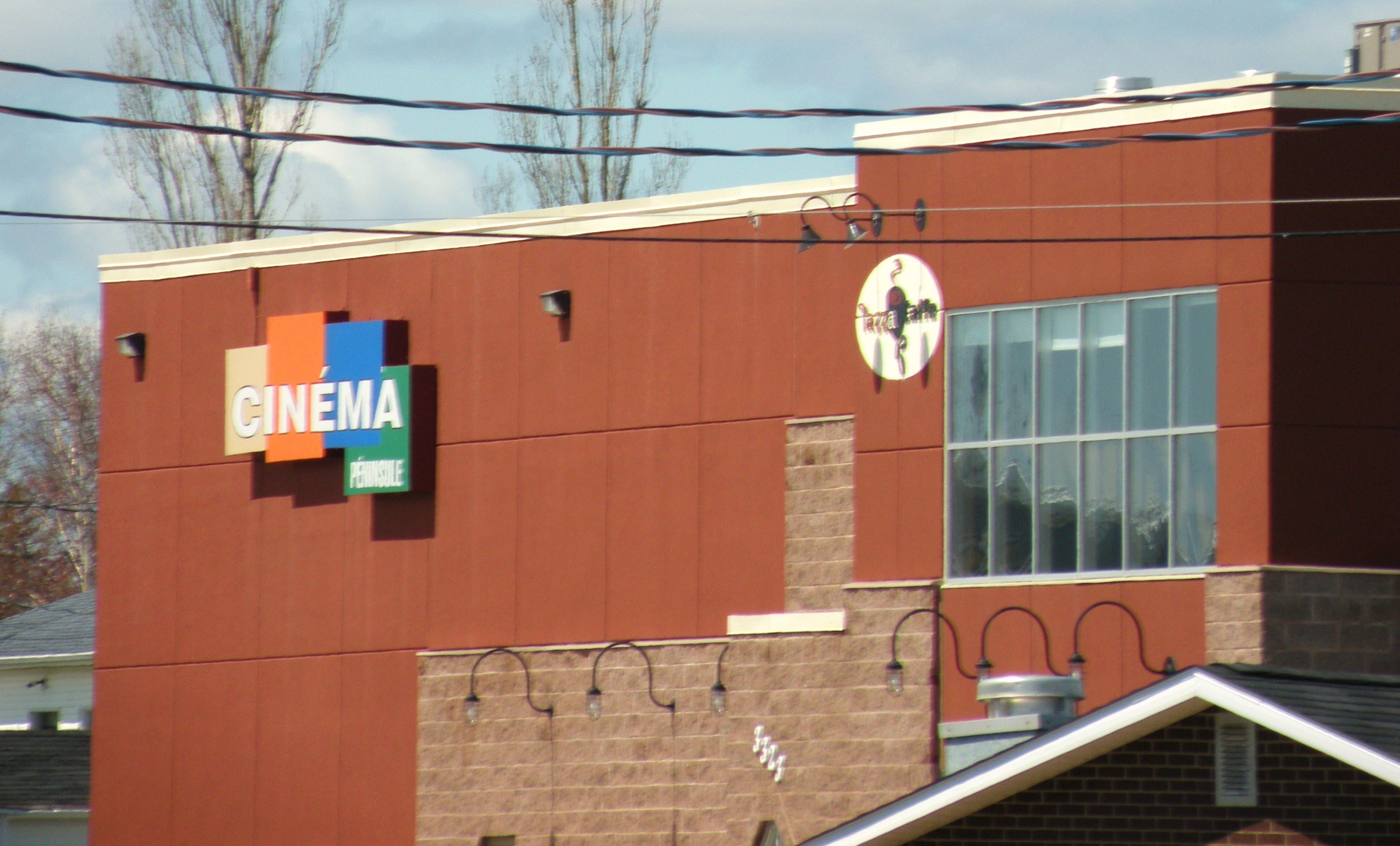
Salle de cinéma.

La Société culturelle des Tracadilles, fondé en 1975, est le principal organisme culturel de la ville. Elle organise des activités liées à la danse, la musique, les arts dramatiques, les arts visuels ou la littérature. La société a fondé l'école Fontaine des Arts en 1999, qui a ses locaux dans l'Académie Sainte-Famille. L'école offre des cours de piano, de chant, de violon, de théâtre et de peinture.
Les Éditions La Grande Marée sont implantées à Tracadie-Seila depuis 1993. Elle a publié une soixantaine de romans, recueils de poésie, essais, biographies et pièces de théâtre d'auteurs acadiens et francophones.

### Tracadie dans la culture
Tracadie fait l'objet d'un poème dans le recueil de poésie La terre tressée, de Claude Le Bouthillier. La chanson Club Dauville du groupe Les Hôtesses d'Hilaire mentionne la vie nocturne de Tracadie. L'action du roman Terreur à Tracadie (Meurtre en Acadie en France, Bones to Ashes en version originale), de l'américaine Kathy Reichs, se déroule en partie à Tracadie.